# Arquitectura de la noche

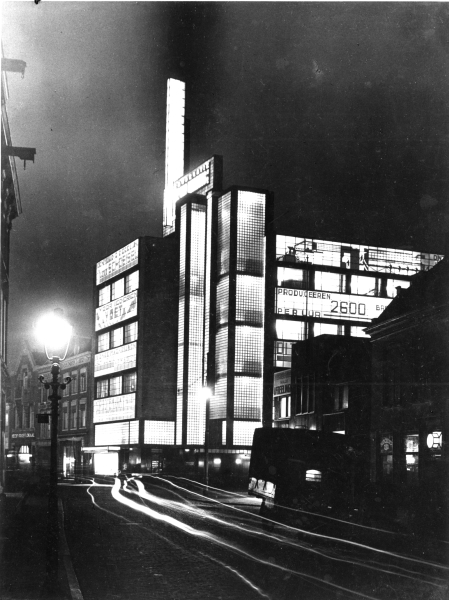
Edificio De Volharding, La Haya, 1928 por Jan Buijs, fotografiado en 1930

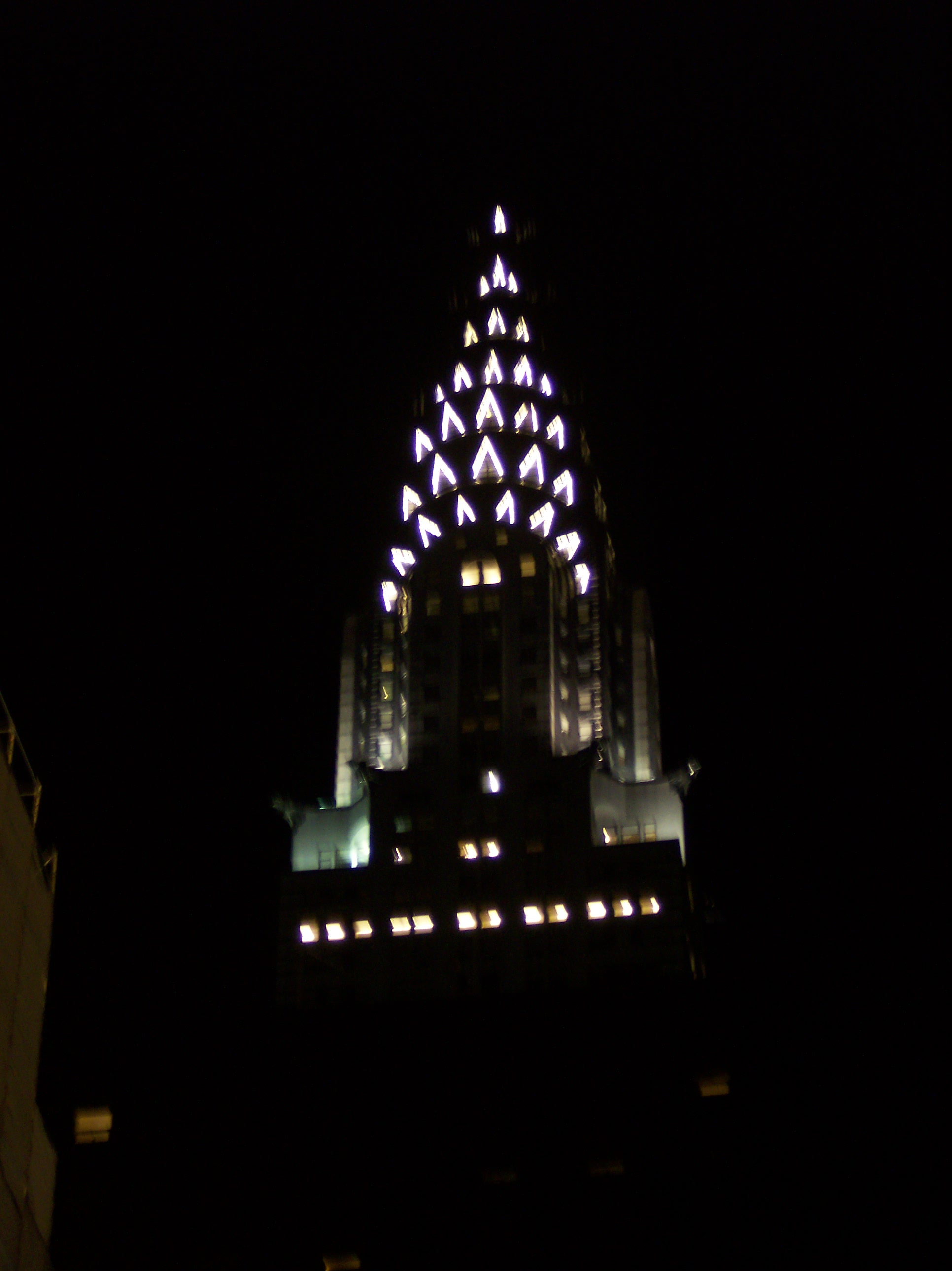
Chrysler Building, New York, 1930, iluminado en 2005 en una versión más brillante del esquema diseñado por William Van Alen

La arquitectura nocturna, también denominada arquitectura iluminada y, sobre todo, en alemán, arquitectura de la luz, es la arquitectura diseñada para maximizar el efecto de la iluminación nocturna, que puede incluir luces desde el interior del edificio, luces en la fachada o que perfilan elementos de la misma, publicidad iluminada e iluminación de focos. 
Con el auge de la iluminación artificial en los siglos XIX y XX, los arquitectos fueron cada vez más conscientes de que era un elemento que debía integrarse en el diseño; su uso deliberado ha sido popular en diversas épocas, incluyendo el diseño de rascacielos y otros edificios comerciales en las décadas de 1920 y 1930, en las de 1950 y 1960, y en la arquitectura moderna de ciudades festivas.

## Historia
El término se atribuye a Raymond Hood, que escribió en un número especial del Bulletin de la General Electric Company, también titulado "Architecture of the Night", en febrero de 1930. Escribió:
Las posibilidades de la iluminación nocturna apenas se han tocado. . . . Con el tiempo, la iluminación nocturna de los edificios se va a estudiar exactamente como Gordon Craig y Norman Bel Geddes han estudiado la iluminación de los escenarios. Se probarán todos los medios posibles para obtener un efecto—el color, la variación de las fuentes y la dirección de la luz, el patrón y el movimiento. . . . La iluminación de hoy es sólo el comienzo de un arte que puede desarrollarse como nuestra música moderna se desarrolló a partir del simple golpeo de un tom-tom.
Sin embargo, los arquitectos y diseñadores llevaban tiempo preocupados por el concepto. El término alemán Lichtarchitektur (arquitectura de la luz) aparece por primera vez impreso en un ensayo de 1927 de Joachim Teichmüller en Licht und Lampe, otra publicación técnica de electricidad, pero él lo había utilizado como rótulo mural en una exposición cinco meses antes, y hubo una larga historia precedente de discusión más o menos metafísica en Alemania sobre la arquitectura "cristalina", la "disolución" de las ciudades y el concepto de la Stadtkrone' (corona de la ciudad), sobre todo entre los miembros de la Gläserne Kette (Cadena del Vidrio). (Louis I. Kahn tenía una visión metafísica similar, diciendo en 1973 en su conferencia en el Instituto Pratt que "la luz es realmente la fuente de todo ser".)

En su ensayo, Teichmüller distingue entre el diseño de la iluminación y la arquitectura de la luz, que sólo se producirá a través de la integración de las preocupaciones del  ingeniero de iluminación con las del arquitecto, de modo que se realice el propio "poder de configuración del espacio de la luz": La luz arquitectónica puede conducir a la arquitectura de la luz si con ella, y sólo con ella, se producen efectos arquitectónicos específicos, que aparecen y desaparecen simultáneamente con la luz También en 1927, Max Landsberg escribió que los centros comerciales presentaban ahora aspectos tan diferentes de día y de noche que debía distinguirse la arquitectura del día y de la noche. Abogaba por "no sólo reglamentos, sino planificación y concursos" para facilitar el desarrollo de esta última y poner orden en el caos publicitario actual. Ese mismo año, Hugo Häring preveía que la "cara nocturna" de la arquitectura pronto eclipsaría a la "cara diurna" Y también ese mismo año, Walter Behrendt dedicó un apartado de su libro Sieg des neuen Baustils (edición traducida: La victoria del nuevo estilo de construcción) a la "iluminación artificial como problema de forma" y definió que una de las tareas de la nueva construcción era: 
no sólo utilizar estas nuevas posibilidades [de iluminación eléctrica] sino también diseñarlas, [con lo cual] la iluminación se explota en un sentido funcional, es decir, se convierte en una herramienta eficaz para diseñar el espacio, explicar la función y el movimiento espacial, y acentuar y reforzar las relaciones y tensiones espaciales.
Los ejemplos de Behrendt incluyen un interior: la iluminación de una escalera en el edificio de la Cruz Roja de Otto Bartning en Berlín mediante luminarias tubulares colocadas bajo las esquinas de los tramos de la escalera, "subrayando la tendencia al movimiento de la escalera"."

Una aprobación británica del mismo concepto, el libro de P. Morton Shand Modern Theatres and Cinemas (1930), se limita a la iluminación exterior, pero abarca la publicidad, que seguiría siendo un punto de controversia:
La arquitectura nocturna es algo más que una fase transitoria o un mero truco. Es un tipo definitivo de diseño moderno con inmensas posibilidades para embellecer nuestras ciudades, que está abriendo perspectivas totalmente nuevas y sin obstáculos de composición arquitectónica. La iluminación publicitaria se está convirtiendo para la arquitectura en lo que los pies de foto y los diseños son para el periodismo— una parte nueva e integral de su técnica, que ya no puede ser ignorada o ridiculizada con sonrisas académicas superiores de "el arte por el arte".

### Desde sus comienzos hasta la Segunda Guerra Mundial

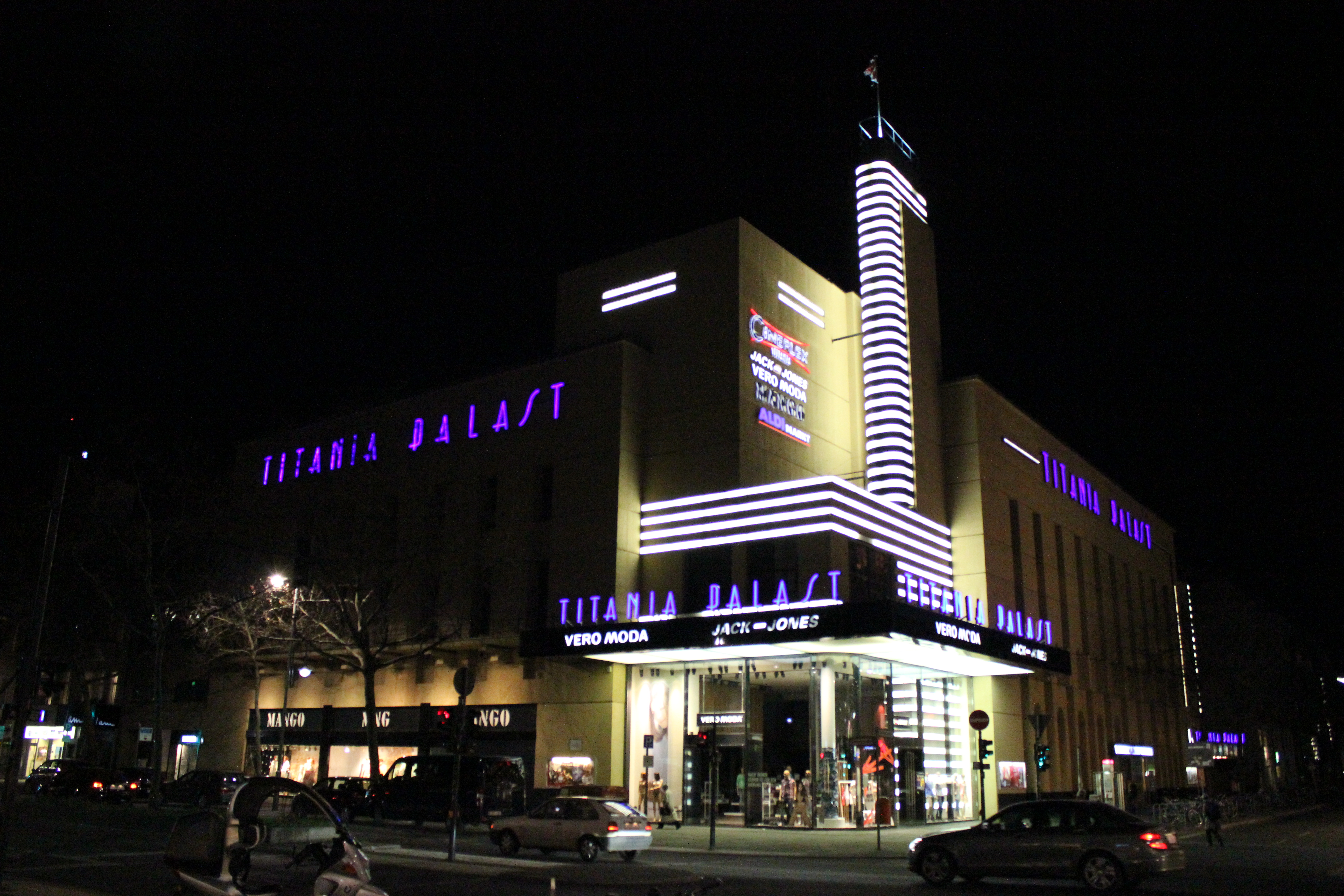
Titania Palast movie theater, Berlin, 1928 by Ernst Schöffler, Carlo Schloenbach and Carl Jacobi, original exterior lighting by Ernst Hölscher recreated 1995, photographed in 2011

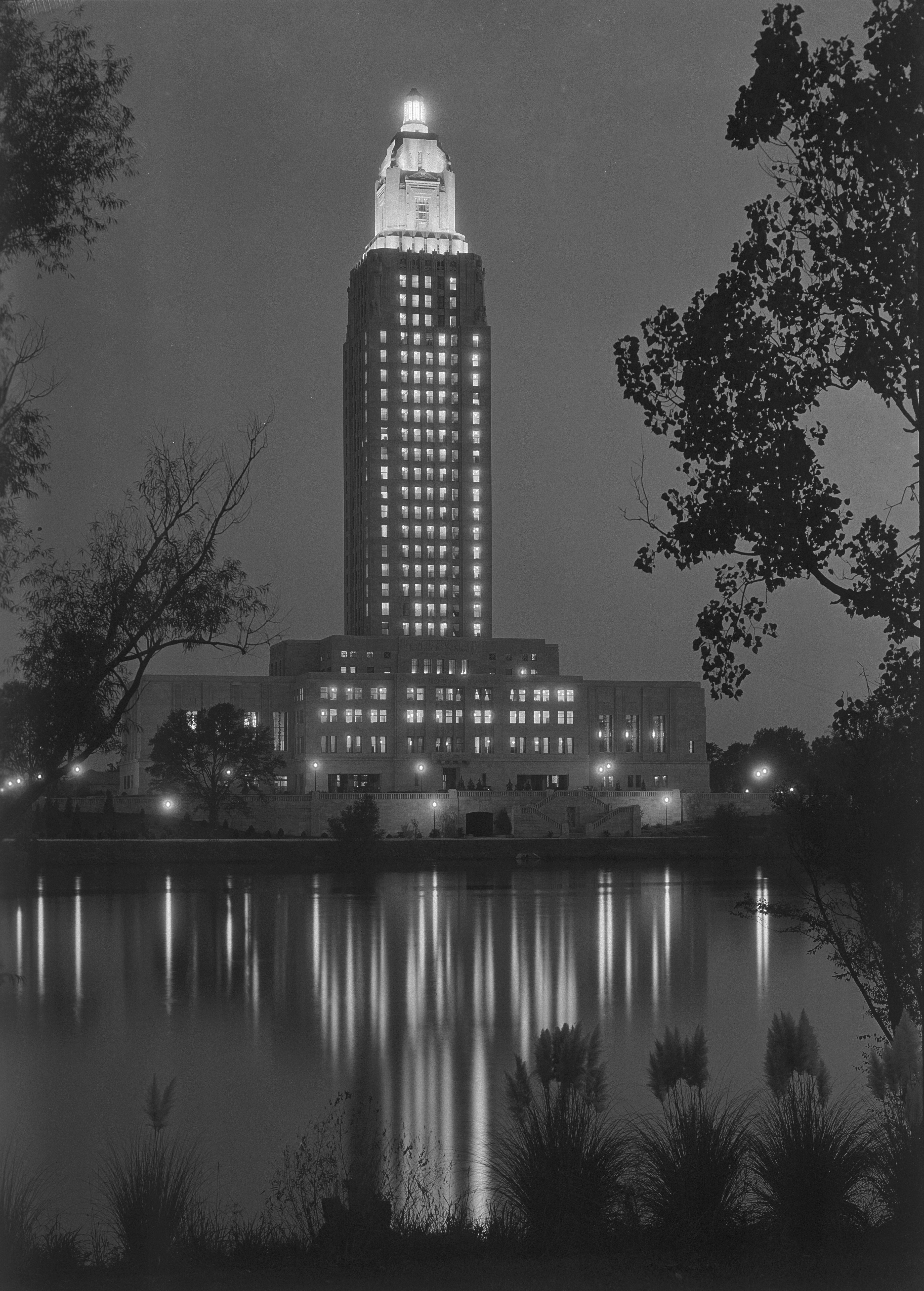
The Louisiana State Capitol lit up at night shortly after its opening in 1932; the lantern adorning the top was built to symbolize the "higher aspirations" of the State of Louisiana.

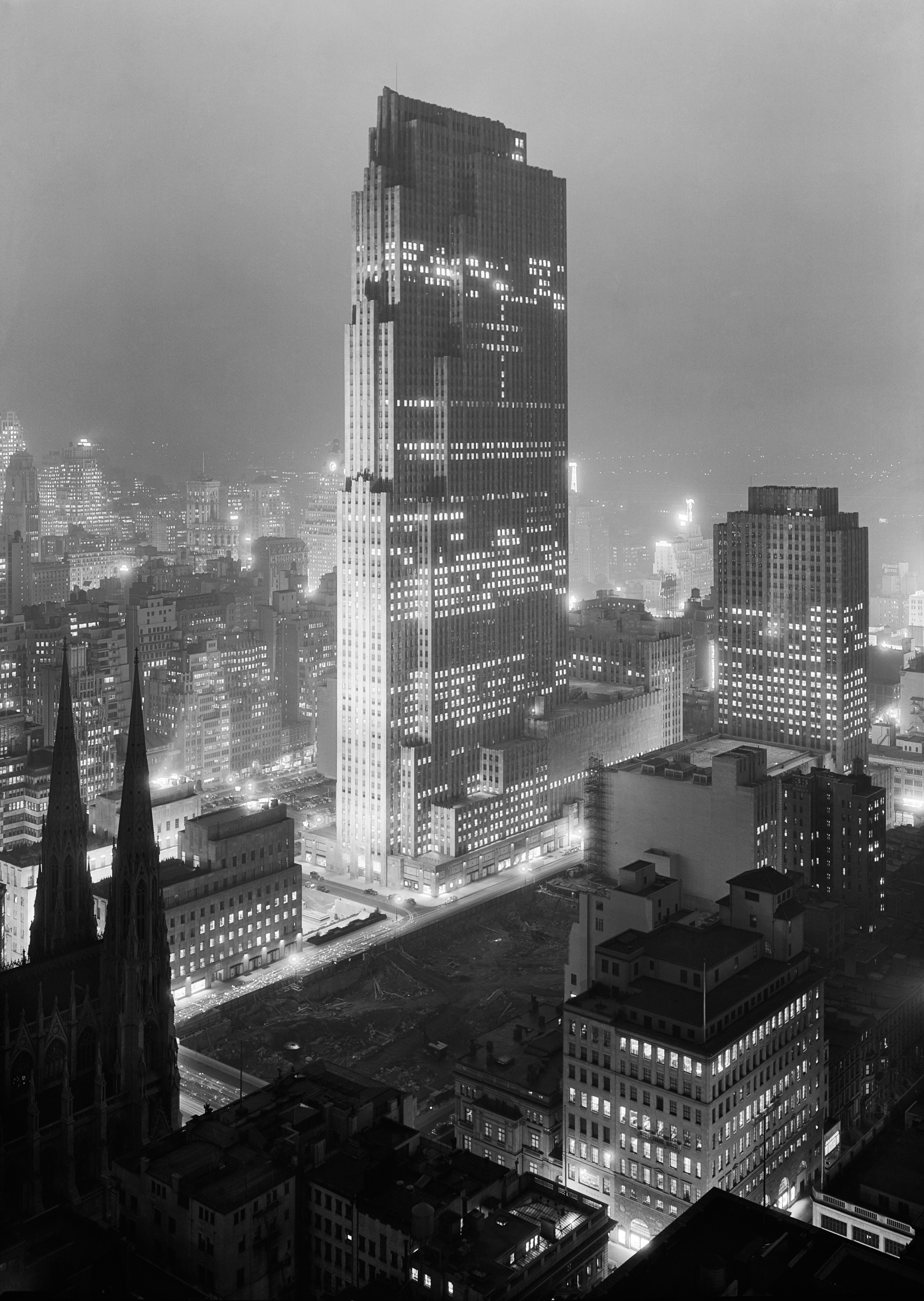
Rockefeller Center, in center RCA Building, 1933 by Associated Architects. Photographed in December 1933, during the construction of Rockefeller Center. Only the east facade was floodlighted.

Las compañías eléctricas promovieron la integración del diseño de la iluminación en la arquitectura, a partir de las  Ferias Mundiales de finales del siglo XIX. A finales de la década de 1920, General Electric exhibía maquetas de edificios en sus instalaciones de investigación de Nela Park, en Cleveland, para ilustrar la publicidad eléctrica moderna y la iluminación de los edificios, así como el alumbrado público, y tanto General Electric como Westinghouse construyeron teatros en los que mostrar paisajes urbanos bajo diferentes condiciones de iluminación.
La iluminación de edificios y monumentos, desarrollada y perfeccionada por ingenieros de iluminación como Luther Stieringer y Walter D'Arcy Ryan en sucesivas ferias, se fomentó como una forma de mostrar los edificios más destacados de una ciudad, especialmente los rascacielos: el primer intento de iluminar la Estatua de la Libertad tuvo lugar en 1886, la parte superior del Singer Building se iluminó en 1908, el Capitolio cúpula de Washington, D. C. durante la Primera Guerra Mundial. Pronto se descubrió que el ángulo y la naturaleza de las luces distorsionaban los rasgos arquitectónicos; en la misma publicación promocional que el ensayo de Hood, Harvey Wiley Corbett defendió que la forma del edificio tuviera en cuenta la iluminación desde el principio, en una continuación de los cambios que ya se habían producido, como la eliminación de la cornisa. "La forma de la parte iluminada debe estar tan ligada al resto del edificio que debe aparecer como una joya en un entorno, formando una parte coherente de toda la estructura". La forma de rascacielos retranqueada era la mejor desde este punto de vista, y Hood sostenía que la arquitectura clásica simplemente no debía iluminarse. La iluminación por inundación también influyó en los materiales de muchos edificios: en la Exposición Universal de San Francisco de 1915 en San Francisco, se utilizó un acabado rugoso por consejo de Ryan para difundir la luz y evitar el deslumbramiento, y, por el contrario, el Wrigley Building de 1921 en Chicago se construyó con una fachada de terracota pálida que se vuelve más blanca y reflectante con el aumento de la altura, para maximizar el efecto de la iluminación de los focos. La iluminación era una parte importante de la competencia entre rascacielos.

El edificio negro de André Fouilhoux de Hood y American Radiator Building de 1924 en Nueva York se utilizó para experimentar con la iluminación. Hood escribió en 1930:
Probamos luces giratorias multicolores y produjimos en un momento dado el efecto de que el edificio estaba en llamas. Lanzamos puntos de luz sobre chorros de vapor que salían de la chimenea. Luego, con luces móviles, hicimos que toda la parte superior del edificio se agitara como un árbol con un viento fuerte. Con la iluminación cruzada... se desarrollaron los patrones cubistas más inusuales.
 El diseñador de iluminación, Bassett Jones, abogó por un esquema de iluminación utilizando pantallas de color rosa, escarlata y ámbar: 
Mi imagen mental de este edificio por la noche sería el resultado de verter sobre la estructura un vasto barril de material incandescente de color espectral que se desliza por las superficies perpendiculares, enfriándose a medida que cae y, como lava fundida resplandeciente, se acumula en cada hueco y detrás de cada parapeto.
El edificio fue finalmente iluminado en ámbar. Incluso un crítico que consideró el edificio "teatral hasta un grado que lo expone a una acusación de vulgaridad" dijo que "por la noche, cuando... la parte superior dorada parece milagrosamente suspendida a cien y doscientos pies en el aire, el diseño tiene una belleza de ensueño Georgia O'Keeffe hizo un famoso cuadro de él, Radiador americano—Noche (1927) en el que simplificó la arquitectura e hizo la iluminación blanca, y The American Architect llamó a la iluminación "una de las vistas de la ciudad. . . . Las enormes multitudes que abarrotan este distrito por la noche bloquean el tráfico".
La iluminación fue muy popular en las ciudades estadounidenses en las décadas de 1920 y 1930, tanto más cuanto que los precios de la electricidad se redujeron a más de la mitad. Hacía que las ciudades parecieran un "país de las hadas" o una "ciudad de ensueño"; y editaba la fealdad, como la central eléctrica de las cataratas del Niágara o "secciones pobres o antiestéticas" que por la noche se convertían en "espacios en blanco sin importancia" en un "mundo purificado de luz". Además de las Ferias Mundiales, los festivales de luz fueron populares en Europa a partir de la segunda mitad de la década de 1920, siendo el más importante el de Berlín im Licht en octubre de 1928.

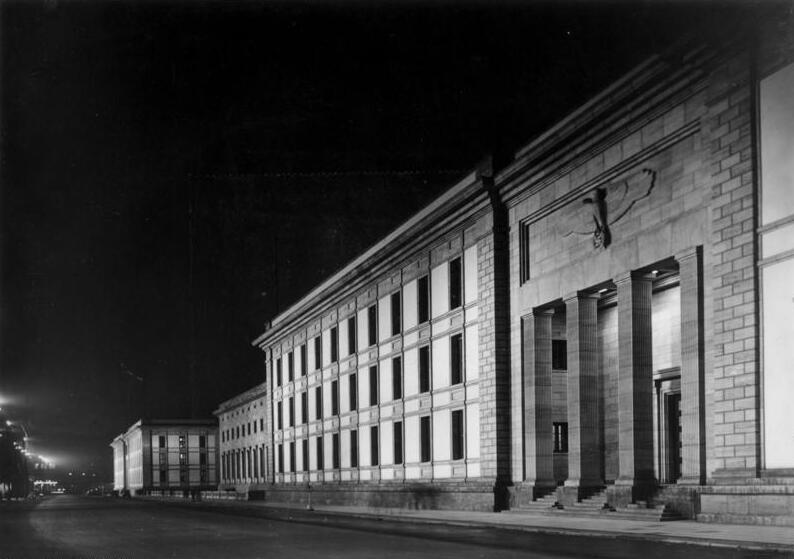
Reich Chancellery#New Reich Chancellery, 1939 por Albert Speer, fotografiado en abril de 1939

Las autoridades de ambos lados del Atlántico habían argumentado en contra de la reducción de la iluminación y de los carteles publicitarios iluminados durante la Primera Guerra Mundial, a pesar de la necesidad de ahorrar combustible, y al tomar el poder los nazis aplicaron inmediatamente la iluminación por focos como parte de su programa de edificios públicos que culminó con la Cancillería del Reich de Albert Speer de 1939, además del efecto de la Catedral de luz en la que se utilizaron focos para definir el espacio mismo en el Congresos de Núremberg.

En Europa, la iluminación de las plazas públicas de las principales ciudades era más importante que en América, principalmente porque las ciudades americanas tenían menos plazas. París, en particular, reforzó su reputación como Ciudad de las Luces iluminando la Place de l'Opéra y la Avenue de l'Opéra ya en 1878, y en 1912 Edith Wharton escribió a su casa angustiada por el hecho de que los monumentos de la ciudad estuvieran iluminados por la noche, "arrancados de su misterio por la vulgar intrusión de la iluminación". Por el contrario, como las ciudades europeas apenas tenían rascacielos, la iluminación desde el interior del edificio o en su fachada dominaba el uso de la luz en la arquitectura moderna en una medida que no lo hacía en América. Algunos edificios utilizaban vidrio iluminado desde el interior; por ejemplo, la ampliación de 1907 de los grandes almacenes Samaritaine de París, con cúpulas de vidrio, y los grandes almacenes Petersdorff de Erich Mendelsohn de 1928 en Breslavia, con escaparates de cinta iluminados por luces de neón sobremontadas que se reflejaban en la calle mediante cortinas blancas. El énfasis en las superficies brillantes y planas para simplificar la iluminación ayudó a difundir el vocabulario arquitectónico del modernismo. Los propios arquitectos llamaron la atención y abrazaron la mayor importancia de la publicidad iluminada, en lugar del enfoque estadounidense de iluminar un rascacielos como "un reluciente santo grial" o "el castillo de ensueño del Valhalla" e ignorar las posibilidades de rotulación de las "gigantescas y ampliamente visibles superficies de las paredes". Häring llegó a congratularse de "la destrucción de la arquitectura" por la publicidad:
Es un hecho que los edificios comerciales ya no tienen fachada arquitectónica, su piel es simplemente el andamiaje para los carteles publicitarios, y las letras y paneles luminosos. El resto son ventanas.
Su artículo, al igual que otras publicaciones de la época, contrasta vistas diurnas y nocturnas de edificios de muestra. Uno de sus ejemplos era la fachada remodelada del "Wachthof" de Arthur Korn. Un ejemplo posterior de mayor envergadura es el Jan Buijs de Volharding Building en La Haya, donde el hueco del ascensor y la torre de la escalera son ladrillos de vidrio, iluminados por la noche, y el letrero luminoso del tejado está superado por un hueco iluminado, pero además las enjutas entre las ventanas de chapa son de vidrio opalino, detrás de las cuales se montaron letras que anuncian las ventajas de la cooperativa de seguros para que se retroiluminen por la noche. En 1932, Mildred Adams, escribiendo en la revista The New York Times, describió a Berlín, que aún no había construido ni un solo rascacielos, como "la ciudad mejor iluminada de Europa" debido a su "iluminación de exhibición [que utiliza] ladrillos de vidrio y vidrio opalino".
Otra diferencia en la aplicación de la arquitectura de la noche en Europa resultante de la falta de rascacielos fue que los cines, como el Lichtburg de Rudolf Fränkel, el Ernst Schöffler de Carlo Schloenbach, y el Carl Jacobi de Berlín, fueron ejemplos particularmente llamativos de la arquitectura de la noche, a menudo "las vistas [nocturnas] más llamativas" en las ciudades. En el caso de UfA, esto se extendió a las espectaculares transformaciones de las fachadas de los cines para anunciar determinadas películas.
Un ejemplo tardío de arquitectura nocturna europea es Simpson's Department Store en Londres, codiseñado por László Moholy-Nagy, que también fue pionero en el arte de la luz cinética; recientemente había publicado un ensayo sobre "Arquitectura de la luz".
La primera época de experimentación con la arquitectura de la noche llegó a su fin con la Depresión y los apagones de la Segunda Guerra Mundial. Hasta 1956 no se publicó el libro de Walter Köhler sobre el concepto, Lichtarchitektur, editado por Wassili Luckhardt.

### En la posguerra

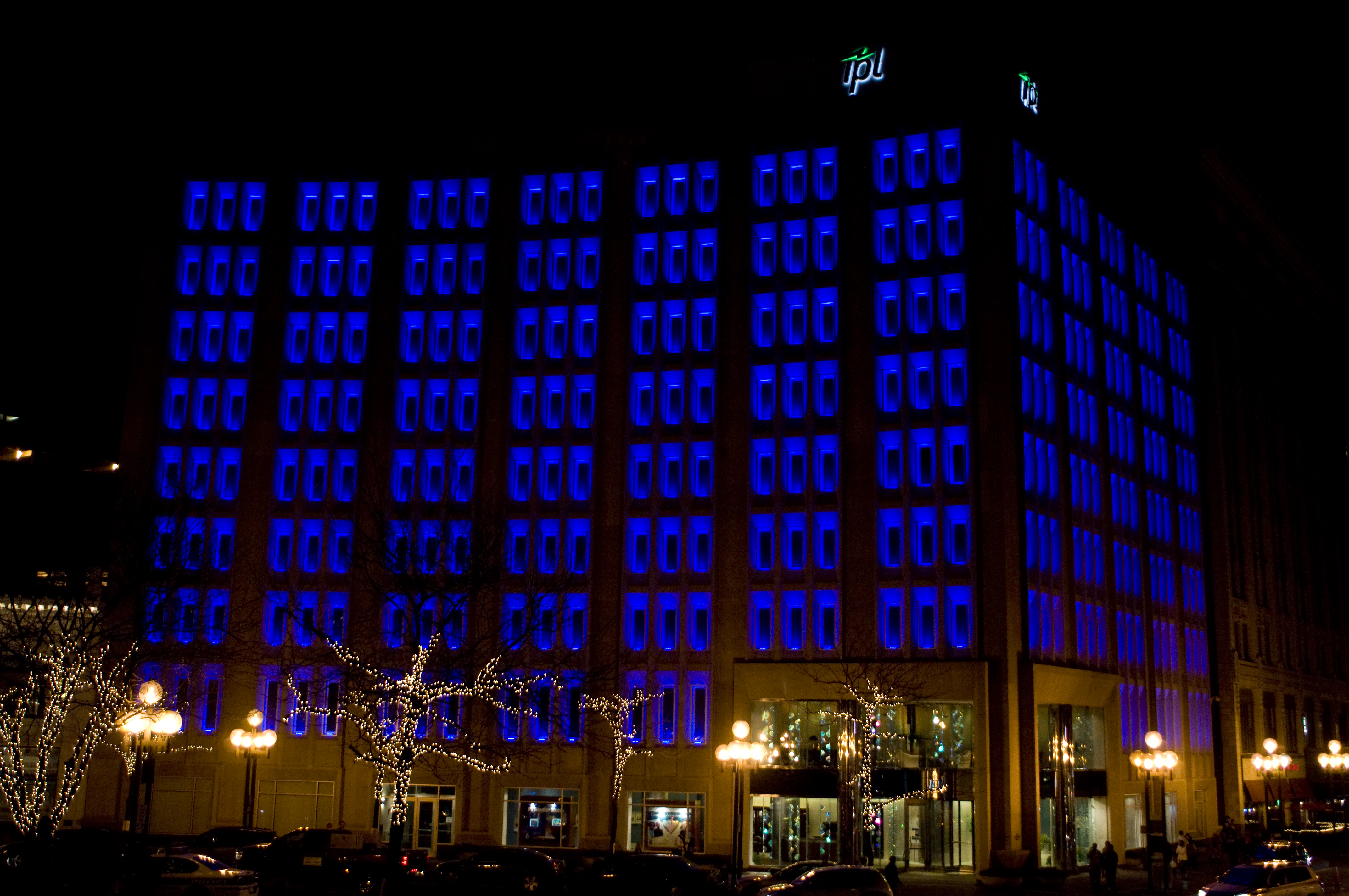
Edificio de la sede de Indianapolis Power & Light, remodelación de 1968 por Lennox, Matthews, Simmons & Ford, diseño de iluminación Norman F. Schnitker, IPL, fotografiado en 2009

En las décadas de 1950 y 1960 se volvió a explorar la iluminación exterior en la arquitectura, que esta vez llegó a su fin con la crisis energética de la década de 1970.
Inmediatamente después del final de la guerra, se utilizaron espectáculos de iluminación para celebrar la victoria; por ejemplo, en Los Ángeles, el 27 de octubre de 1945, un centenar de reflectores, cada uno con una rueda de color de 16 pies, crearon una "corona de luz" sobre el Memorial Coliseum, y el verano siguiente, el festival "Victory Lighting" convirtió a Londres en un "país de las hadas" con edificios iluminados, fuentes iluminadas, fuegos artificiales y espectáculos de reflectores de colores sobre el Támesis. Espectáculo de luz y sonido comenzó en el Chambord en mayo de 1952, inventado por Paul-Robert Houdin, que aparentemente se había inspirado en el uso de la iluminación de la preguerra en la Exposición Internacional de París de 1937 y en los monumentos de París. Le Corbusier y Yannis Xenakis adaptaron la idea en la  Expo '58 de Bruselas. El uso de la iluminación nocturna en ciudades alemanas como Fráncfort inmediatamente después de la guerra fue un tipo diferente de aplicación arquitectónica, que indicaba la forma prevista de edificios, plazas y calles aún no reconstruidos "en una ciudad que, de día, sigue pareciendo más bien un barrio de chabolas o un enorme emplazamiento de bombas", como observó Gerhard Rosenberg en 1953.
Al principio, la iluminación de los nuevos edificios era una preocupación arquitectónica menor que antes de la guerra, ya que las fachadas ininterrumpidas del Estilo internacional no tenían retranqueos que facilitaran la iluminación. Se necesitaban nuevos enfoques; edificios como el edificio de la sucursal bancaria de Manufacturers Trust de Skidmore, Owings y Merrill en la Quinta Avenida de Manhattan, terminado en 1954, y el Ludwig Mies van der Rohe, Philip Johnson y Ely Jacques Kahn de Seagram Building, terminado en 1958, utilizó paredes de cristal y techos luminosos para crear una "torre de luz", una actualización de la técnica de la transiluminación, es decir, iluminar el edificio desde dentro, que se había desarrollado en Europa en la década de 1920. Ada Louise Huxtable escribió sobre el Manufacturers Hanover Building: "El conjunto, visto desde fuera, ya no es arquitectónico en el sentido tradicional: es un diseño, no de sustancia, sino de color, luz y movimiento"
 

Ese mismo año, el Tishman Building de Carson & Lundin creó una "torre de luz" de una forma muy diferente, actualizando la tradición americana de iluminación exterior: El diseño de iluminación de Abe Feder utilizó lámparas de vapor de mercurio para iluminar uniformemente la fachada de aluminio y así recrear el aspecto diurno del edificio, con el acento de la dirección, "666", resaltado en neón rojo en la parte superior. Arquitectos y críticos redescubrieron las posibilidades de la luz, aparentemente ajenos a los debates de antes de la guerra. Por ejemplo, también en 1958 un redactor de The New York Times declaró que "la iluminación [como] un arte que combina función y decoración" era "uno de los grandes avances de los últimos años en la arquitectura". Gio Ponti condenó la iluminación como "primitiva y bárbara" y predijo "una nueva ciudad nocturna":
La iluminación se convertirá en un elemento esencial de la arquitectura espacial. . . . Mediante una autoiluminación prediseñada, esta arquitectura presentará efectos formales nocturnos nunca imaginados hasta ahora—ilusiones de espacios, de vacíos, de alternancias de volúmenes, pesos y superficies. . . . We artists will create luminously corporal entities of form.
 His 1960 Pirelli Tower in Milan was a prominent example of postwar European night architecture, using ceiling fluorescent lights in the three vertical sections into which the building is divided, and rooftop floodlights reflecting off the bottom of a cantilevered roof; Walter Gropius and Pietro Belluschi's Pan Am Building was influenced by its form but used floodlighting at night.

El desarrollo de los "espectaculares" de señalización en Las Vegas también comenzó después de la Segunda Guerra Mundial, yendo más allá de los de Times Square de Nueva York (que, en cualquier caso, eran cada vez más dependientes de los focos y menos capaces de competir con la creciente señalización de neón y retroiluminada a nivel de calle) hacia la tridimensionalidad, de modo que la arquitectura del Strip "[se convirtió en] símbolo en el espacio, en lugar de forma en el espacio". Para 1964, Tom Wolfe señalaba que "los carteles se han convertido en la arquitectura de Las Vegas"; más tarde los denominó "arquitectura electrográfica". También en 1964, el diseñador de iluminación Derek Phillips criticó esa arquitectura nocturna de la señalización por considerarla engañosa:
Hay pocas decepciones tan reales como entrar en algunas ciudades al anochecer y experimentar la sensación de escala y vitalidad que dan las fachadas de los carteles de neón, para descubrir a la mañana siguiente que uno ha estado en un poblado de chabolas a bajo nivel, sobre las que se han levantado grandes armazones de carteles. El aspecto nocturno no tiene por qué ser el mismo, pero debe guardar suficiente correlación con el aspecto diurno para que se aprecie como el mismo edificio.
Hubo algunos experimentos con iluminación de color en la década de 1960, como las secuencias de 15 minutos de colores cambiantes en el Edificio Temático del Aeropuerto Internacional de Los Ángeles, que sustituyó la iluminación estática inicial con luz ámbar.

### Arquitectura de la noche reciente

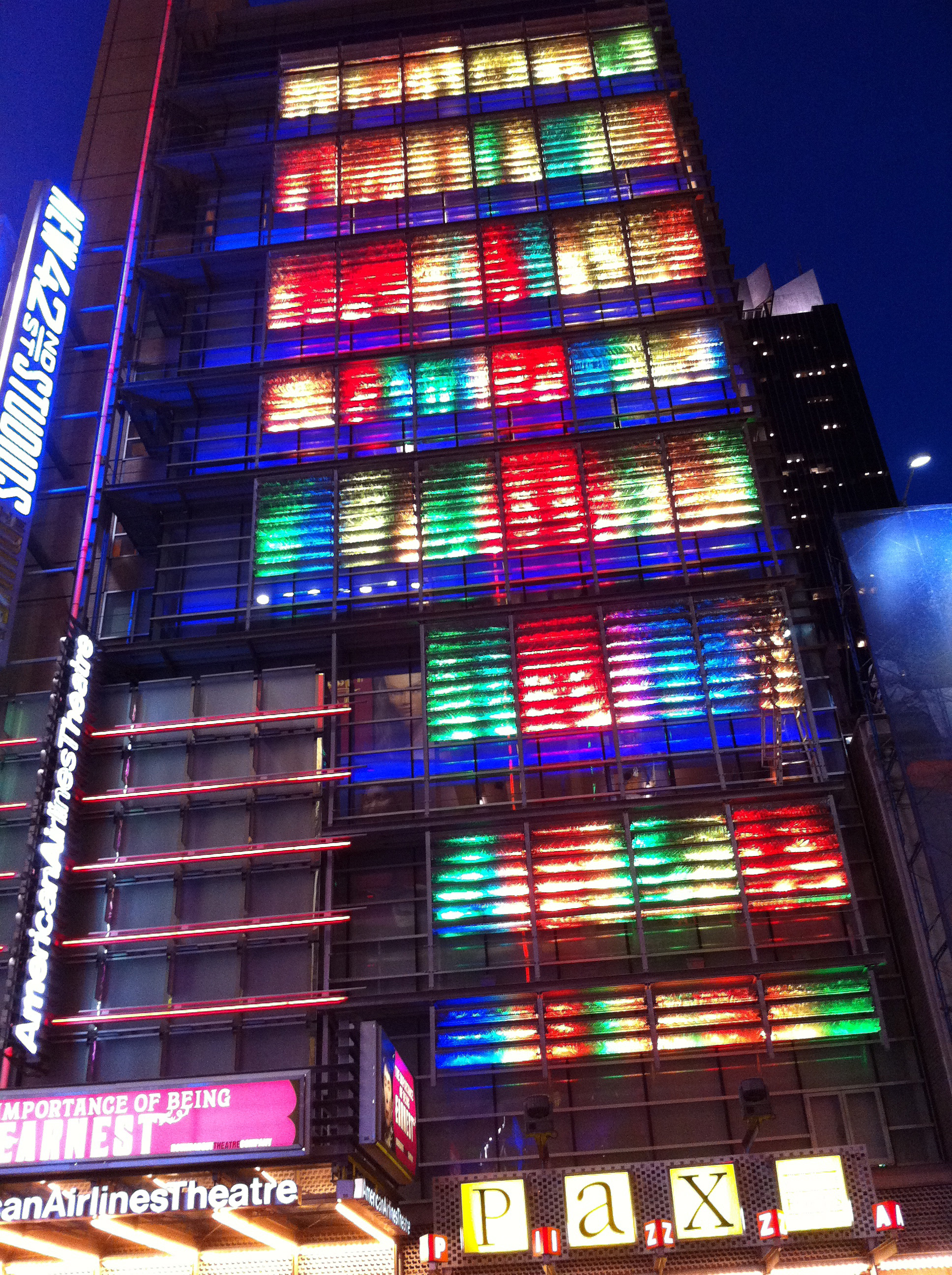
Forty-Second Street Studios, New York, 2000, by Platt Byard Dovell; lighting design by Anne Militello and James Carpenter

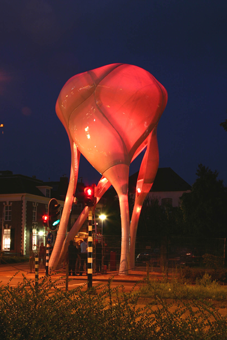
D-Tower, Doetinchem, The Netherlands, 2004, by Lars Spuybroek and Q.S. Serafijn, indicating love as the dominant mood of citizens

El último resurgimiento del interés comenzó en 1977, con un renacimiento de la iluminación de los focos. El color ha sido una de las principales preocupaciones, con el uso de secuencias computarizadas y, cada vez más, de grandes pantallas de Leds. Los pisos superiores del Empire State Building fueron iluminados desde 1964 hasta 1973; El 12 de octubre de 1977, con una nueva instalación de iluminación realizada por Douglas Leigh, se iluminaron en azul y blanco para celebrar la victoria de los Yankees en las Series Mundiales, y desde entonces el edificio se ha iluminado en diferentes colores para celebrar diversas fiestas y otras ocasiones especiales, a pesar de las objeciones de Paul Goldberger de que los colores "lo convierten en un juguete". La Torre del Banco de América de I. M. Pei y Harold Fredenburgh en Miami, terminada en 1987, también cambia de color en los días festivos. La iluminación computarizada moderna puede responder a las condiciones externas, como en la Torre de los Vientos de Toyo Ito de 1986 en Yokohama, o ejecutar otras tareas complejas, como en la instalación de la fachada de los Forty-Second Street Studios de Nueva York, donde el ciclo de colores se acelera a lo largo de la semana, pasando de cambios lentos los lunes a cambios cada pocos segundos en las noches del fin de semana.
Muchos ejemplos modernos de arquitectura nocturna están asociados a la arquitectura de festivales, tanto en entornos permanentes como Universal City Walk en Orlando, Florida, de John Johnston (1999). (1999), o en instalaciones temporales, por ejemplo obras de arte de John David Mooney como Light Space Chicago 1977, con focos en la orilla del lago de Chicago, y Lightscape '89, con luces y pantallas de colores en las ventanas del IBM Building de Chicago (con motivo del 75 aniversario de la compañía). Los festivales de luz son cada vez más populares, y en las décadas de 1980 y 1990, este tipo de iluminación temporal fue popular en todo el mundo, a veces en combinación con actuaciones musicales, como con las obras de Jean Michel Jarre en Houston en 1986 y en el distrito La Défense de París en 1990. Yann Kersalé ha realizado tanto instalaciones temporales (por ejemplo, en el Grand Palais de París en 1987, utilizando fluorescentes azules rítmicamente crecientes y decrecientes bajo la cúpula de cristal para sugerir un corazón que late) como obras permanentes en colaboración con arquitectos como Jean Nouvel y Helmut Jahn, por ejemplo, el Sony Center en la Potsdamer Platz de Berlín (2000), donde la torre de oficinas se ilumina con focos y las membranas de fibra de vidrio colocadas sobre el atrio se iluminan en una "extensión de la luz del día" cada tarde y luego en una sucesión de secuencias que emulan la puesta de sol hasta la medianoche, cuando la iluminación se vuelve azul oscuro hasta poco antes del amanecer, cuando se vuelve blanca hasta la plena luz del día. Hubo muchas exhibiciones de focos en asociación con el final de 1999 y el principio de 2000, y el Tribute in Light en el que las torres gemelas del World Trade Center se conmemoran en ejes gemelos de luz blanca es una aplicación comparable.

## Ejemplos notables

### Antes de la guerra

#### Estados Unidos
- Singer Building, New York (1908): El tejado está iluminado, la torre está iluminada desde la base. diseñador de construcción : Ernest Flagg. Diseñadorde luz Walter D'Arcy Ryan and Charles G. Armstrong.[81]
- Gas & Electric Building, Denver, Colorado (1910): fachadas de edificios cubiertas con 13 000 bombillas incandescentes, llamadas "The Best Lighted Building in the World." Building design: Frank E. Edbrooke.[82] Lighting design Cyrus Oehlmann.[83]
- General Electric Company Building, Buffalo, New York (1912; new lighting scheme 1927): focos de varios niveles, luces moradas en la torre, reflectores giratorios. Uno de los primeros esquemas de iluminación en color, y uno de los primeros en utilizar grandes lámparas en lugar de perfilar con muchas pequeñas. A menudo se ilumina en colores particulares para la temporada y otras exhibiciones especiales. Diseño del edificio: Esenwein & Johnson. Lighting design Walter D'Arcy Ryan.[84]
- Woolworth Building, New York (1914): Iluminación de varios niveles, iluminación en la linterna en ciclo automático de aumento y disminución. Building design: Cass Gilbert. Lighting design H. Herbert Magdsick, reworked with similar appearance by Douglas Leigh.[85]
- Wrigley Building, Chicago (1921): Iluminación con faro giratorio, edificio revestido de terracota gris y crema de tono cada vez más pálido con el aumento de la altura; primer gran edificio iluminado de Chicago y, en su momento, la estructura más completamente iluminada del mundo. La iluminación aumentó en 1933 debido a la eficacia publicitaria; en la década de 1980 se instalaron luces más potentes. Building design: Graham, Anderson, Probst and White. Lighting design: James B. Darlington.[22][86]
- McJunkin Building, Chicago (1924): primer edificio iluminado permanentemente en color, diseño modificado para facilitar la iluminación. Building design: Marshall & Fox, Arthur U. Gerber. Lighting design: Edwin D. Tillson.[87]
- San Joaquin Light and Power Corporation Building, Fresno, California (1924): iluminación multicolor que define los diferentes niveles del edificio, luces en las esquinas del tejado, letrero luminoso en el tejado, chorros de vapor. Lighting design: H.H. Courtright, Walter D'Arcy Ryan, and Carl F. Wolff.[88]
- American Radiator Building, New York (1924): iluminación ámbar, tras una serie de experimentos. Building design: Raymond Hood and André Fouilhoux. Lighting design: Bassett Jones.[89]
- Pacific Gas and Electric Company Building, Market Street, San Francisco (1925): iluminación de los edificios adyacentes y de los retranqueos en el marco de un festival de iluminación para conmemorar el 75.º aniversario de la creación del estado de California. Lighting design: C. Felix Butte, Hunter and Hudson.[90]
- Pacific Telephone and Telegraph Company Building, San Francisco (1925): iluminación de los segmentos superiores y de los retranqueos de las esquinas inferiores; terracota seleccionada para facilitar la iluminación y edificio muy publicitado como ejemplo. Lighting design: Simonson and St. John, Arthur Fryklund, C. Felix Butte.[91]
- Paramount Building, New York (1926): Diseñado como un "zigurat" con muchos repliegues para ocultar los focos; esferas de reloj con agujas iluminadas y puntos de minutos cerca de la parte superior; la bola de cristal parpadeaba en blanco para indicar la hora, en rojo en el cuarto de hora, y podía verse desde Nueva Jersey y Long Island; descritopor The New Yorker como "un incinerador para las cenizas de las películas difuntas". En 1998 se reanudó la iluminación de los balones y los focos.. Building and lighting design: Rapp and Rapp.[92]
- Philadelphia Electric Company Edison Building, Philadelphia (1927): un uso temprano de lavados móviles de color, con focos equipados con tapas y lentes especiales y reactores separados para cada retroceso para facilitar los cambios de color, y ciclos de atenuación variables para que los colores se volvieran más intensos y luego se desvanecieran; activación inicial por Thomas Edison mediante retransmisión telegráfica desde su casa. Building design: John T. Windrim. Lighting design: Arthur A. Brainerd.[93]
- First Methodist Episcopal Church of Chicago, Chicago (1927): "iglesia de ingresos" con la iglesia en la planta baja de un rascacielos coronada por un campanario gótico iluminado detrás de los contrafuertes y pináculos, y una brillante iluminación en la parte superior del campanario y la cruz, visible hasta 12 millas de distancia. Building design: Holabird & Roche. Lighting design: W. A. Beile and Co.[94]
- Palmolive Building, Chicago (1929): El primer rascacielos retranqueado iluminado de Chicago, en piedra caliza de Indiana y totalmente iluminado como "monumento a la limpieza", con tres secciones dentadas iluminadas verticalmente en el centro de la fachada que crean un patrón de rayas claras y oscuras; la iluminación blanca dio al edificio el apodo de "La Tour d'Argent". La luz giratoria en el mástil de la parte superior era un faro de navegación, llamado originalmente Charles Lindbergh. Building design: Holabird & Root. Lighting design: unknown.[95]
- Chicago Tribune Tower, Chicago (1929): el diseño ganador del concurso internacional de 1922 señalaba que la parte superior se diseñó con vistas a la iluminación; Bassett Jones previó un complejo esquema de luz y silueta de color rosa, dando el "efecto [de] Walhalla ardiendo en los cielos", pero el edificio no se iluminó hasta 1929, cinco años después de su finalización, y sólo con focos dorados en la corona. Building design: Raymond Hood and John Mead Howells. Lighting design: Bassett Jones.[96]
- Union Trust Building, Detroit (1929): apodada la "Catedral de las Finanzas", un rascacielos multicolor con una corona dorada, desde la que un "centelleador" motorizado (desarrollado para las Ferias Mundiales) de ocho haces de luz móviles en color magenta, verde, naranja y amarillo formaba dibujos en el cielo. Building design: Wirt Rowland. Lighting design: William D'Arcy Ryan.[97]
- Chanin Building, New York (1929): un prominente rascacielos planeado con iluminación en mente, la corona formada por contrafuertes sobre un paseo fue iluminada por detrás, con luz blanca sobre terracota amarilla, para producir un brillo dorado que invertía el aspecto diurno del edificio. Building design: Sloan & Robertson. Lighting design: Westinghouse and Edwards Electrical Construction.[98]
- Merchandise Mart, Chicago (1930): iluminación brillante de los pisos superiores, intensidad variada en los pisos inferiores sobre una base no iluminada, produciendo un notable ejemplo de iluminación fija en una época de experimentación con pantallas de colores en movimiento. Building design: Graham, Anderson, Probst and White. Lighting design: unknown.[99]
- Terminal Tower, Cleveland, Ohio (1930): La mitad superior de la torre se ilumina con luz blanca de intensidad variable para mostrar los detalles. Se volvió a iluminar en 1979 con un esquema "tímido", y se sustituyó en 1981 por una iluminación blanca y dorada de todo el edificio, que en aquel momento era el más alto de Estados Unidos iluminado de abajo a arriba. Las luces se convirtieron en sodio de alta presión en la década de 1990, lo que permitió tanto colores más reales como cambios de color. Building design: Graham, Anderson, Probst and White. Lighting design: unknown. 1981 lighting design General Electric, John J. Kennedy.[100]
- A. E. Staley Manufacturing Company Administration Building, Decatur, Illinois (1930): iluminación móvil en color, primer uso del atenuador de tubo Thyratron de General Electric, más faro giratorio en la cúpula. Pantalla en color recreada en 1989 con un ordenador. Building design: Aschauer & Waggoner. Lighting design: F. D. Crowther, General Electric (1930); Lutron Co., Bodine Electric, and Staley Co. (1989).[101]
- Richfield Building, Los Angeles (1930): Una elaborada iluminación para enfatizar el negro y el dorado brillantes, incluyendo focos en los ángeles de las esquinas; una torre metálica calada que se asemeja a una torre de perforación de petróleo era un faro de avión y un signo de neón y se hacía eco de las torres de las estaciones de servicio de la compañía. Floodlighting continued while company in bankruptcy during the Depression. Building design: Morgan, Walls & Clements. Lighting design: Ralph Phillips.[102]
- Kansas City Power & Light Company Building, Kansas City, Missouri (1931): iluminación de color con control Thyratron, paneles luminosos, contorno de neón rojo en la linterna. Building design: Hoit, Price & Barnes. Lighting design: General Electric.[103]
- Empire State Building, New York (1931): Inicialmente iluminado sólo en la parte superior, con luces en el interior del mástil de amarre, bandas de luz en la cubierta de observación del piso 86 y superior, y 8 reflectores desde la punta del mástil, que, sin embargo, no podían verse por la falta de material en el aire a esa altura. En 1932 se añadió un reflector más potente. En 1956 se añadieron cuatro "Freedom Lights" giratorios en el piso 90, uno de ellos apuntando hacia el cielo en todo momento. En 1964, toda la parte superior se iluminó con una banda negra por debajo, con el efecto de una "lámpara de araña suspendida del cielo". Iluminación de colores a partir de 1976, actualizada posteriormente; el edificio se ilumina con una amplia gama de colores para marcar las fiestas y otras ocasiones especiales. Building design: Shreve, Lamb & Harmon. Lighting design: Meyer, Strong & Jones (1931), Raymond Loewy (1956), Douglas Leigh (1976).[104]
- Cities Service Building, New York (1932): aumento de la iluminación en los pisos superiores, comenzando por las esquinas, coronada por una linterna de cristal de 6 metros, un elemento poco común en América, y balizas de neón en la base y la parte superior del asta de la bandera. Building design: Clinton & Russell. Lighting design: Alfred Paulus, Westinghouse Lamp Co.; Horton Lees Lighting (update).[105]
- Niagara-Hudson-Syracuse Lighting Company Building, Syracuse, New York (1932): Torre con paneles de cristal iluminados en las esquinas, pilares de cristal luminosos en la planta baja, todo ello iluminado en múltiples colores cambiantes; Espíritu de la Luz de acero inoxidable y cristal iluminado en lo alto de la torre. El esquema de 1999, inaugurado en Light up Syracuse, utiliza fluorescentes y neones con un temporizador computarizado para producir efectos similares.. Building design: Melvin L. King, Bley and Lyman. Lighting design: unknown. Howard Brandston and Kevin Simonson, Brandston Partnership (1999).[106]
- RCA Building, Rockefeller Center, New York (1933): Uno de los primeros edificios del nuevo complejo de edificios, e inmediatamente iluminado, pero sólo en el lado este; Lewis Mumford escribió que ese era el mejor momento para ver el centro: "Bajo la iluminación artificial, en una ligera neblina, el grupo de edificios que ahora conforman el Centro parece una de las visiones de Hugh Ferriss de la Ciudad del Futuro". Reiluminado en 1960 y 1984, ahora es el único rascacielos de Manhattan iluminado en toda su altura. Building design: L. Andrew Reinhard, Harry Hofmeister, Raymond Hood, Wallace Harrison, Harvey Wiley Corbett. Lighting design: Abe Feder (1984).[107]
- General Electric Building, New York (1940): Edificio de 1931 con corona gótica que crea un efecto nocturno de falta de solidez, reiluminado en 1940 para mostrar la iluminación fluorescente, con luces rojas en el interior y azules en el exterior de la corona y un regulador de intensidad con temporizador añadido para que las luces blancas existentes produzcan cambios de color; iluminación de los detalles arquitectónicos; fluorescentes azules bajo las ventanas, iluminando sólo el cristal. Nuevo esquema de iluminación en 1965: todo el edificio iluminado, las fachadas este y oeste más brillantes que el norte y el sur, luces doradas en la corona con "joyas" azules, blancas, amarillas y rosas que brillan aleatoriamente." Building design: Cross & Cross. Lighting design: A. F. Dickerson, General Electric (1940), Robert E. Faucett, General Electric (1965).[23][108]

#### Alemania
- Der Wachthof (sede de la Berliner Wach- und Schließgesellschaft, Asociación de Vigilantes y Cerrajeros de Berlín), Berlín (1926): renovación de la fachada de los locales comerciales contiguos, unificada por tiras luminosas que delimitan la fachada cuadrada, un gran letrero horizontal pintado en la parte superior y un letrero vertical / tira luminosa que sobresale. Diseño del edificio y de la iluminación: Arthur Korn.[109]
- Tauentzienstraße 3, Berlín (1927): renovación y adición de piso a un edificio comercial del siglo XIX con franjas iluminadas de colores claros con letras de latón instaladas sobre cada piso, muy citado como un ejemplo de modernización y purificación de adornos. Renovación y diseño de iluminación: Luckhardt Brothers y Anker ( Wassili Luckhardt , Hans Luckhardt y Alfons Anker ).[110][111]
- Lichthaus Luz , Stuttgart (1927): tienda céntrica de varios pisos con ventanal cuadrado saliente, con bandas horizontales iluminadas de vidrio blanco, estrella giratoria en la azotea delineada en neón de dos colores, otra estrella que se proyecta desde el segundo piso y primer piso completamente de vidrio. -ventana mirador de ancho iluminada, con bandas de vidrio blancas superior e inferior (demolido). Diseño de edificios e iluminación: Richard Döcker .[112][113][114]
- CA Herpich Sons, Furriers, Berlín (1928, destruido en la Segunda Guerra Mundial): Nueva fachada y dos pisos superiores retraídos en tres edificios más antiguos, con ventanas de cinta que se alternan con bandas de travertino iluminadas desde arriba por luces detrás de vidrio opal. Reemplazado por neón azul en 1930. Diseño de edificios e iluminación: Erich Mendelsohn.[115][116]
- Titania Palast, Berlín (1928): sala de cine con el mayor grado de iluminación nocturna de Berlín, diseñada pensando en la iluminación. Focos de colores ocultos, bandas de vidrio translúcido retroiluminado corrían por el borde frontal de la torre de 100 pies, a lo largo de la parte superior y alrededor del área del letrero en su base, el borde del techo tenía iluminación de contorno y el nombre del teatro estaba escrito en neón azul sobre fondo rojo a lo largo de ambas fachadas. Diseño de edificios: Ernst Schöffler , Carlo Schloenbach y Carl Jacobi . Diseño de iluminación: Ernst Hölscher.[117][118]
- Tienda departamental Rudolf Petersdorff, Breslau (1928): en una fachada del edificio de la esquina, que termina en una sección de esquina semicircular en voladizo, ventanas de cinta iluminadas por neón detrás de los travesaños, reflejadas hacia afuera por cortinas blancas. Diseño de edificios e iluminación: Erich Mendelsohn.[37]
- Lichtburg, Berlín (1929; demolido en 1970): sala de cine como pieza central del centro comercial para el desarrollo de nuevas viviendas, con un edificio de atrio de medio cilindro perforado por 15 ventanas de columnas iluminadas que contrastan con las ventanas de tiras horizontales en el edificio adyacente; Letrero de neón rojo de 4 pies y 3 reflectores giratorios en el techo; El vestíbulo tenía pilastras resplandecientes. Diseño de edificios e iluminación: Rudolf Fränkel .[43][45][118]
- Grandes almacenes Karstadt , Hermannplatz , Berlín (1929, destruida en gran medida la Segunda Guerra Mundial): en ese momento, los grandes almacenes más grandes de Europa, con los muchos tramos de la fachada delineados en franjas verticales, con paneles de vidrio opalino resplandecientes que marcan la cornisa y los contratiempos de las dos torres iluminadas por focos, rematadas por altas torres hechas íntegramente de vidrio opalescente. Diseño de edificio: Philip Schaefer . Diseño de iluminación: desconocido.[119]

### En el resto de Europa
- Edificio De Volharding, La Haya (1928): sede de la cooperativa de seguros revestida completamente de vidrio, con torres de escalera de ascensor de ladrillo de vidrio; torre de luz sobre el letrero iluminado en la azotea; tiras de vidrieras alternadas con tiras de vidrio opalino detrás de las cuales se montaban letras para formar publicidad nocturna. "[E] l más famoso de todos los edificios luminosos". Diseño del edificio: Jan Buijs y Joan B. Lürsen. Diseño de iluminación: Jan Buijs con Osram Lichthaus.[120]
- Bata Store, Wenceslas Square , Praga (1929): zapatería que usa bandas de vidrio opal iluminadas que llevan publicidad, que inspiran iluminación en otros edificios del centro de Praga y hacen que las bandas de vidrio opal se conviertan en una marca registrada de otras tiendas Bata. Diseño del edificio: Ludvik Kysela , František L Gahura y Josef Gočar . Diseño de iluminación: Ludvik Kysela.[121]
- Cine Gaumont-Palace, París (1932): iluminación brillante reflejada en la acera, más cascada de luz en la nueva torre agregada en la renovación y expansión del edificio; neón azul y verde, letras de neón rojo de 10 pies. Proyecto de reforma: Henri Belloc . Diseño de iluminación: Les Établissements Paz e Silva .[122]
- Simpson's Department Store, Londres (1936): Tubos de neón azul, rojo y verde en atenuadores sobre ventanas de cinta, para producir luz de color o (combinando los tres) blanca; Superficies inclinadas para asegurar una iluminación uniforme, luz vertical enmarcando fachada. El nombre de la tienda iluminado con neón se agregó más tarde. Diseño del edificio: Joseph Emberton con László Moholy-Nagy y Felix Samuely . Diseño de iluminación: Joseph Emberton.[49][123]

### Posguerra

#### Estados Unidos
- Blau Gold Haus, Colonia (1952): Edificio modernista con diseño de iluminación integral utilizando neón debajo de la cornisa y luces incandescentes ocultas en pilares entre ventanas para reflejar la fachada turquesa y dorada (los colores del agua de colonia 4711 ). Diseño de edificios e iluminación: Wilhelm Koep.[124]
- Sucursal del banco Manufacturers Trust, Nueva York (1954): pionero de la arquitectura bancaria con paredes de vidrio, que reemplazó la seguridad de las paredes sólidas por la de la visibilidad desde la calle; hall bancario apartado del muro exterior y éste y los bordes exteriores de los pisos superiores iluminados por un techo luminoso. Diseño de edificios: Skidmore, Owings y Merrill . Diseño de iluminación: Gordon Bunshaft Syska & Hennessy, Fischbach & Moore.[22][125]
- Indianapolis Power & Light Company, Electric Building, Indianapolis (1956, 1968): edificio de oficinas de 1924 iluminado con colores disponibles, en 1968 rediseñado con revestimiento de piedra y lámparas halógenas (ahora reemplazadas por cuarzo) con filtros de colores que iluminan solo los huecos de las ventanas. Controles de atenuación y efectos programados que incluyen símbolos para las vacaciones y una banda de oscuridad en movimiento creada al apagar las luces en un piso a la vez. Diseño de edificios: Desconocido (1924), Lennox, Matthews, Simmons & Ford (1968). Diseño de iluminación: George E. Ransford , IPL (1956), Norman F. Schnitker , IPL (1968)[126]
- Seagram Building, Nueva York (1958): rascacielos modernista con ventanas tintadas diseñado con una franja de cielorraso luminoso en el exterior de todos los pisos para contrarrestar el resplandor del cielo durante el día y brindar una apariencia de "torre de luz" nocturna en contraste con la apariencia diurna ; planta baja cuatro veces más brillante que los pisos superiores por mármol blanco iluminado por ranuras de iluminación ocultas. El sistema de iluminación nocturna no se utiliza desde 1973. Diseño del edificio: Ludwig Mies van der Rohe , Philip Johnson , Ely Jacques Kahn . Diseño de iluminación: Richard Kelly .[22][127][128]
- Edificio Tishman, Nueva York (1958): torre de oficinas delgada con retrocesos, revestida de aluminio plegado, iluminada uniformemente por lámparas de vapor de mercurio para crear una "torre de luz", una apariencia similar a la del día pero con el "666" de la dirección en rojo. neón cerca de la parte superior. Diseño de edificios: Carson, Lundin & Shaw . Diseño de iluminación: Abe Feder.[59]
- Michigan Consolidated Gas Company Building, Detroit (1961): rascacielos adyacente al edificio Union Trust, construido por la misma empresa para hacerse cargo de su presencia publicitaria nocturna: el revestimiento de cuarzo blanco brillaba durante el día, la iluminación del techo del vestíbulo representaba llamas de gas azul, oficina los pisos tenían iluminación fluorescente en el perímetro, los dos pisos superiores estaban detrás de una pantalla de mampostería que se recortaba por la iluminación con focos, con una torre calada en la parte superior; los colores variaban para las vacaciones, pero el edificio se hizo conocido por el esquema estándar de iluminación azul profundo en la torre del techo sobre las luces blancas, emulando una luz piloto de gas. Diseño de edificio: Minoru Yamasaki . Diseño de iluminación: John J. Andrews y James McDonald.[129]
- Embarcadero Center, San Francisco (1971-1973): Los edificios se iluminan cada año en verde y rojo durante las vacaciones de Navidad / Hanukkah , entre el día posterior al Día de Acción de Gracias y la Epifanía .
- Edificio Chrysler, Nueva York (1981): el edificio de 1930 originalmente tenía la intención de tener una cúpula de vidrio iluminada; Las ventanas triangulares en la aguja metálica estaban equipadas con luces, pero no se iluminaron hasta después de la Depresión y luego solo para las vacaciones. En 1979, el nuevo propietario hizo que se actualizaran con fluorescentes y se agregaron reflectores en la aguja y el eje de la torre. Diseño de edificio: William Van Alen . Diseño de iluminación: William Di Giacomo y Steve Negrin, William Di Giacomo Associates, basado en los diseños de William Van Alen.[130]
- Bank of America Tower, Miami (1987): La fachada principal sufrió retrocesos en los focos de la casa; tiras de aluminio iluminadas uniformemente crean una "baliza luminosa"; lentes generalmente blancas, pero coloreadas colocadas a mano para ocasiones especiales. Un plan de iluminación de toda la ciudad resultó del edificio. Diseño del edificio: IM Pei y Harold Fredenburgh , Pei Cobb Reed & Partners. Diseño de iluminación: Douglas Leigh.[131]

#### Europa
- Thyssenhaus, Düsseldorf (1960): rascacielos que consta de tres losas delgadas, dos más pequeñas intercaladas con una más grande, diseñado para dos apariencias nocturnas distintas: luces de techo fluorescentes cerca de los bordes del edificio para iluminar todo el edificio desde adentro como una pila de ventanas de cinta, o Alternativamente, exhibir el sello de la compañía iluminando solo fluorescentes azules colocados a ambos lados de las ventanas seleccionadas en cada lado del edificio. Esto terminó cuando la empresa se fusionó con Thyssen en 1966. Diseño del edificio: Helmut Hentrich y Hubert Petschnigg . Diseño de iluminación: Desconocido.[132]
- Torre Pirelli, Milán (1960): rascacielos con sección central flanqueada por dos secciones más delgadas, diseñadas como una "arquitectura de iluminación automática", con techo en voladizo iluminado desde abajo. Diseño del edificio: Gio Ponti con Antonio Fornaroli y Alberto Rosselli, y los ingenieros Pier Luigi Nervi y Arturo Danusso. Diseño de iluminación: Gio Ponti, Antonio Fornaroli y Alberto Rosselli.[62]

#### Desde los años 1980
- Tower of Winds, Yokohama (1986): Ventilación renovada y torre de agua cubierta de espejos, rodeada por 12 bandas de neón, encerrada en un marco de acero con reflectores y 1200 bombillas, cubierta con láminas de acero perforadas para lucir sólidas a la luz del día; toda la iluminación controlada por computadora para reflejar la dirección y velocidad del viento y el ruido de la calle en "música ambiental" o un "sismógrafo audiovisual". Diseño de edificios e iluminación: Toyo Ito , diseño de iluminación con Kaoro Mende, TL Yamigawa Labs y Masami Usuki.[133][134]
- Kirin Plaza, Osaka (1988; demolido en 2008[135]): edificio de granito negro casi sin ventanas con elementos metálicos, con cuatro torres de luz, descrito por los críticos como una combinación de "Zen y kitsch" y que contrasta con las fachadas llenas de publicidad de los edificios cercanos. El esquema de iluminación inicial involucró luces de colores computarizadas que aparecían tres veces por noche. Diseño de edificios e iluminación: Shin Takamatsu.[136]
- NEC Supertower, Tokio (1990): pisos superiores de la torre iluminados en los lados estrechos con luces ocultas en la vegetación de la plaza; teñido de azul en primavera y verano, coral en otoño e invierno, y apagándose en etapas ascendentes cada hora entre las 7:00 y la medianoche, lo que lleva al sobrenombre de "atalaya". Iluminación de techo perimetral en ventanas de cinta en lados anchos. El esquema de iluminación ganó un premio internacional. Diseño de edificio: Nikken Sekkei . Diseño de iluminación: Motoko Ishii.[137]
- Torres Petronas, Kuala Lumpur (1996): Proyectores casi en su totalidad en las caras internas de las torres gemelas, enfatizando el espacio entre ellas; pisos superiores rodeados de luz de contratiempos; los dos pináculos coronados por esferas iluminadas internamente en la base y esferas más pequeñas iluminadas con focos en la parte superior de los remates. La iluminación ascendente se extiende por encima de las torres y se refleja en las nubes. Scheme ganó un premio al mérito de la Illuminating Engineering Society. Diseño de edificio: Cesar Pelli y Fred Clarke , Cesar Pelli and Associates. Diseño de iluminación: Howard Brandston, Scott Matthews, Chou Lien, Jung Soo Kim, HM Brandston and Partners.[138]
- Tower of Time, Manchester (1996): torre de equipamiento técnico para Bridgewater Hall convertida en "un enorme reloj abstracto": las luces dentro de la fachada de vidrio cambian de color para indicar el signo del Zodíaco , las del exterior para indicar la estación; las líneas de tubería en cada uno de los cinco pisos se iluminan gradualmente para indicar de lunes a viernes; La secuencia rápida de cambios de color "repica" los cuartos de hora. Diseño de edificio: Renton Howard Wood Levin . Diseño de iluminación: Jonathan Speirs , Jonathan Speirs & Associates.[139]
- Kunsthaus Bregenz, Bregenz (1996). Museo de arte en forma de cubo con fachada de tejas de vidrio esmerilado a un metro de los muros del edificio; la luz del día penetra a través de estos y el techo traslúcido, por la noche se ilumina desde el interior de la piel de vidrio (el espacio también alberga equipos técnicos). Diseño de edificio: Peter Zumthor . Diseño de iluminación: Peter Zumthor y James Turrell (1997), Keith Sonner (199), Tony Oursler (2001).[140][141]
- Verbundnetz AG, Edificio Administrativo, Leipzig (1997). Un ejemplo moderno de un edificio de una compañía de energía que utiliza iluminación para publicitar la electricidad: la luz de los tubos de neón rojo, amarillo y azul entre las dos capas de vidrio que forman la fachada de la torre noreste se refleja hacia afuera por el techo y las rejillas metálicas y es una computadora. controlado para reflejar los cambios de temperatura a los que responden los sistemas del edificio. Diseño de edificios: Becker, Gewers, Kühn & Kühn. Diseño de iluminación: James Turrell.[142]
- Victorian Arts Centre, Melbourne (renovación de 1997). La aguja de repuesto en el edificio 1973-1984 reemplaza la iluminación con reflectores con ocho sistemas de iluminación, miles de luces que incluyen incandescentes, halógenas, neón, luces estroboscópicas, reflectores que cambian de color en la base y cable de fibra óptica. Diseño del edificio: Roy Grounds (1973); Peter McIntyre y Bob Sturrock (nueva aguja, 1997). Diseño de iluminación: Barry Webb con Stephen Found , Bytecraft Australia.[143]
- Edificio temático y columnas de luz, Aeropuerto Internacional de Los Ángeles (1997). Edificio en futuristaestilo originalmente iluminado con focos de color ámbar para simbolizar el optimismo en la era del jet. 1997 rediseño de iluminación con reflectores del edificio desde abajo para evitar cegar a los clientes en el restaurante, además de luces de la plataforma de observación para iluminar los arcos que lo cruzan. Cambiadores de color dicroicos programados para cambiar gradualmente durante varios minutos, produciendo muchos efectos de color intermedios, con una breve secuencia de cambios rápidos en el cuarto de hora. En 2000, se agregaron 15 pilones de vidrio de 110 pies en un círculo en la entrada del aeropuerto, más 11 a lo largo de Century Boulevard, de altura creciente para evocar la trayectoria de vuelo de un avión después del despegue. Los pilones iluminados desde adentro con colores cambiantes, apodados el "Stonehenge psicodélico", ganaron el premio al Diseñador de iluminación del año de Lighting Dimensions International por Dawn Hollingsworth . Diseño de construcción:James Langenheim , Charles Luckman , William Pereira , Welton Becket , Paul Williams ; columnas de luz: arquitectos Nadel . Diseño de iluminación: Michael Valentino , Walt Disney Imagineering ; columnas de luz: Dawn Hollingsworth, Jeremy Windle, Erin Powell, Moody Ravitz Hollingsworth Lighting Design, Inc.[144][145]
- Hotel Burj al Arab, Dubái (1999). Exoesqueleto metálico iluminado en blanco desde la base; Corona de edificio y fachada de atrio de fibra de vidrio iluminada por luminarias a varios niveles y de puente a isla que cambian de color cada media hora, además de luces estroboscópicas de colores, reflectores y proyección de imágenes en ocasiones especiales. El diseño de iluminación ganó un premio internacional de diseño de iluminación 2000. Diseño de edificios: WA Atkins & Partners , director de diseño de Tom Wright . Diseño de iluminación: Jonathan Speirs , Gavin Fraser, Malcolm Innes, Alan Mitchell, James Mason e Iain Ruxton, Jonathan Speirs & Associates.[146]
- Forty-Second Street Studios, Nueva York (2000). La construcción del espacio de ensayo cumple con los requisitos de la ciudad para que los edificios de Times Square proporcionen letreros iluminados con una pantalla de hojas de acero en la que se proyectan más de 500 patrones abstractos de colores, que cambian lentamente el lunes por la noche y más rápidamente a medida que avanza la semana, cada pocos segundos los fines de semana. Tonos traslúcidos detrás del marco iluminados por fluorescentes para crear un fondo; La aguja acrílica de 175 pies en un lado del edificio también cambia de color; El cuadrado de vidrio de 30 pies con aletas dicroicas en los pisos inferiores recuerda la fachada del teatro anteriormente en el sitio y refracta la luz diurna. Diseño de edificio: Platt Byard Dovell . Diseño de iluminación: Anne Militello , Vortex Lighting y James Carpenter.[76][147]
- Goodman Theatre Center, Chicago (2001). Pantalla LED controlada por computadora en fachada de 96 paneles, capaz de 16.7 millones de colores y numerosos efectos, además de corona de LED sobre la rotonda de entrada que cambia de color en armonía. Se planificó la integración de la música para producir un órgano de color gigante . Diseño del edificio: Kuwabara Payne McKenna Blumberg Architects y Decker Legge Kemp Architecture. Diseño de iluminación: Rich Locklin , Lightswitch y Color Kinetics.[148]
- Sony Center, Potsdamer Platz , Berlín (2001). Iluminación fluorescente perimetral en torre de oficinas y edificios adyacentes; atrio de diez pisos del centro de entretenimiento con techo de fibra de vidrio plegada en el que se proyecta luz blanca brillante comenzando antes del atardecer para extender la luz del día, seguida de una serie de puestas de sol artificiales de 21 segundos desde el atardecer hasta la medianoche, azul oscuro hasta la madrugada y blanco brillante una vez más hasta el amanecer. Diseño de edificio: Helmut Jahn . Diseño de iluminación: Yann Kersalé y L'Observatoire International.[79][149]
- D-Tower, Doetinchem, Países Bajos (2004): torre de 12 metros de resina epoxi translúcida, que recuerda a una célula nerviosa en forma, que muestra colores generados por computadora que representan el estado de ánimo dominante de los ciudadanos, según se determina a partir de un cuestionario diario. Diseño: Lars Spuybroek , NOX.[150]
- Torre Agbar, Barcelona (2005). La torre de oficinas "brilla por la noche como un monolito de colores". Diseño de edificio: Jean Nouvel . Diseño de iluminación: Yann Kersalé.[151]

## Galería de imágenes

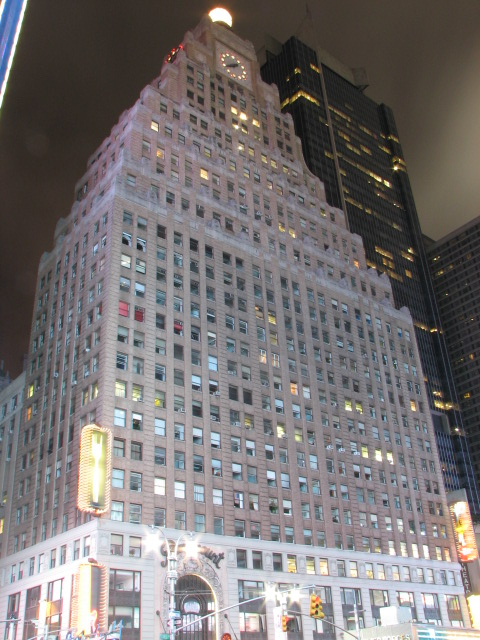
Paramount Building in Times Square, 1926 by Rapp and Rapp, with glass ball reilluminated in 1998; setback floodlighting also reactivated at that time
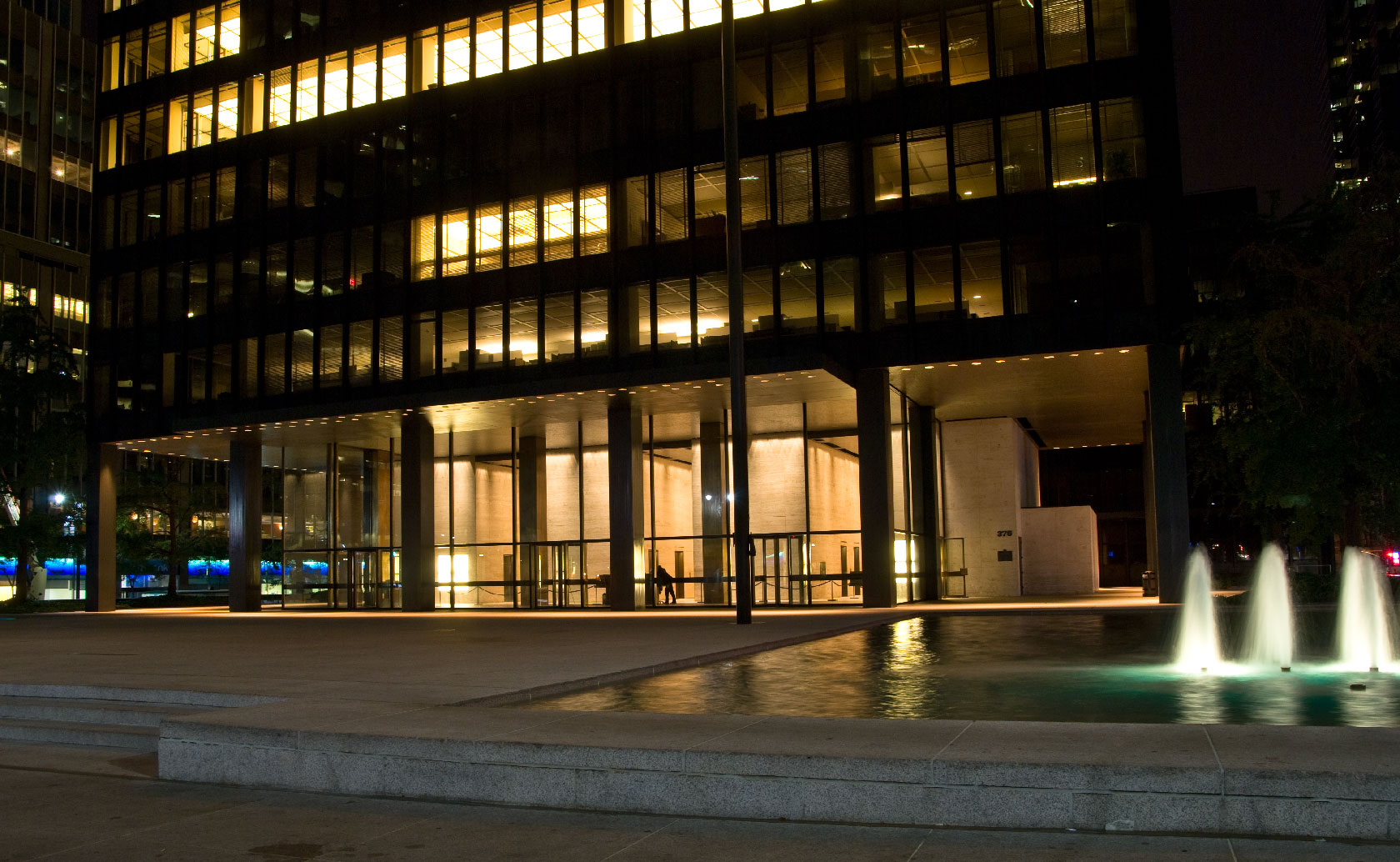
Glass walls and illuminated ceilings in the Seagram Building in New York, 1958 by Ludwig Mies van der Rohe, Philip Johnson, and Ely Jacques Kahn; lighting design Richard Kelly
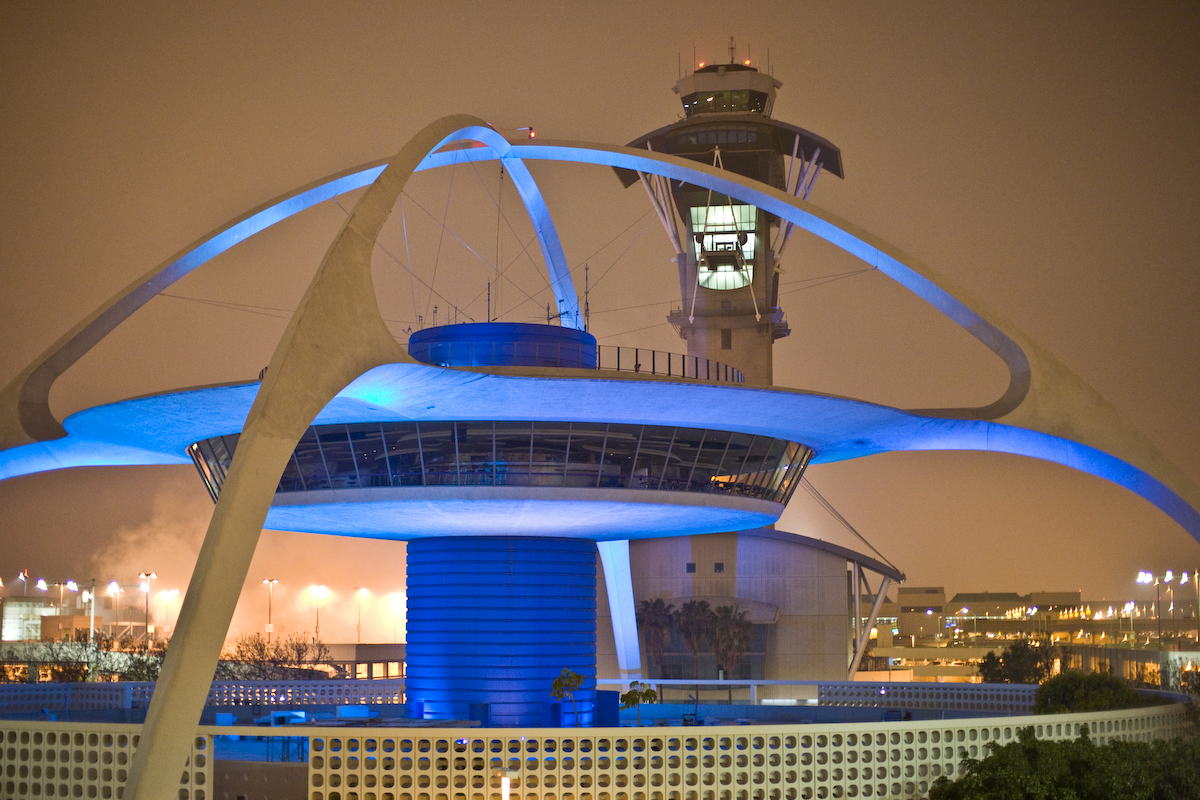
Theme Building at Los Angeles International Airport, 1961 by James Langenheim, Pereira-Luckman, et al.; lighting design Michael Valentino, Walt Disney Imagineering; photographed in 2007
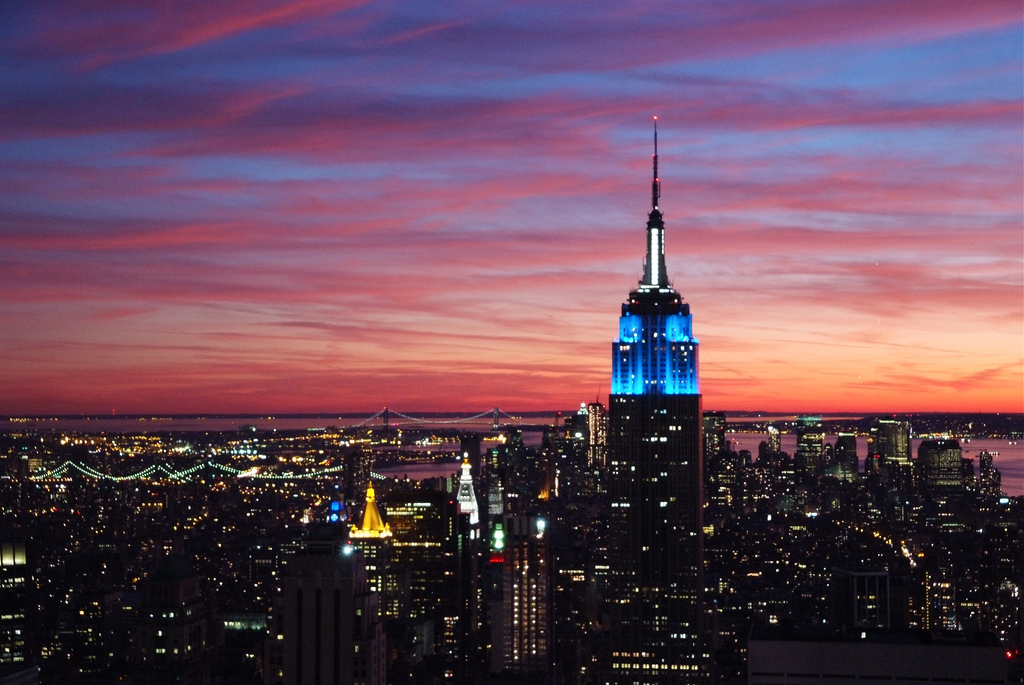
Empire State Building lighted in blue and white at sunset on 19 November 2009; lighting design Douglas Leigh
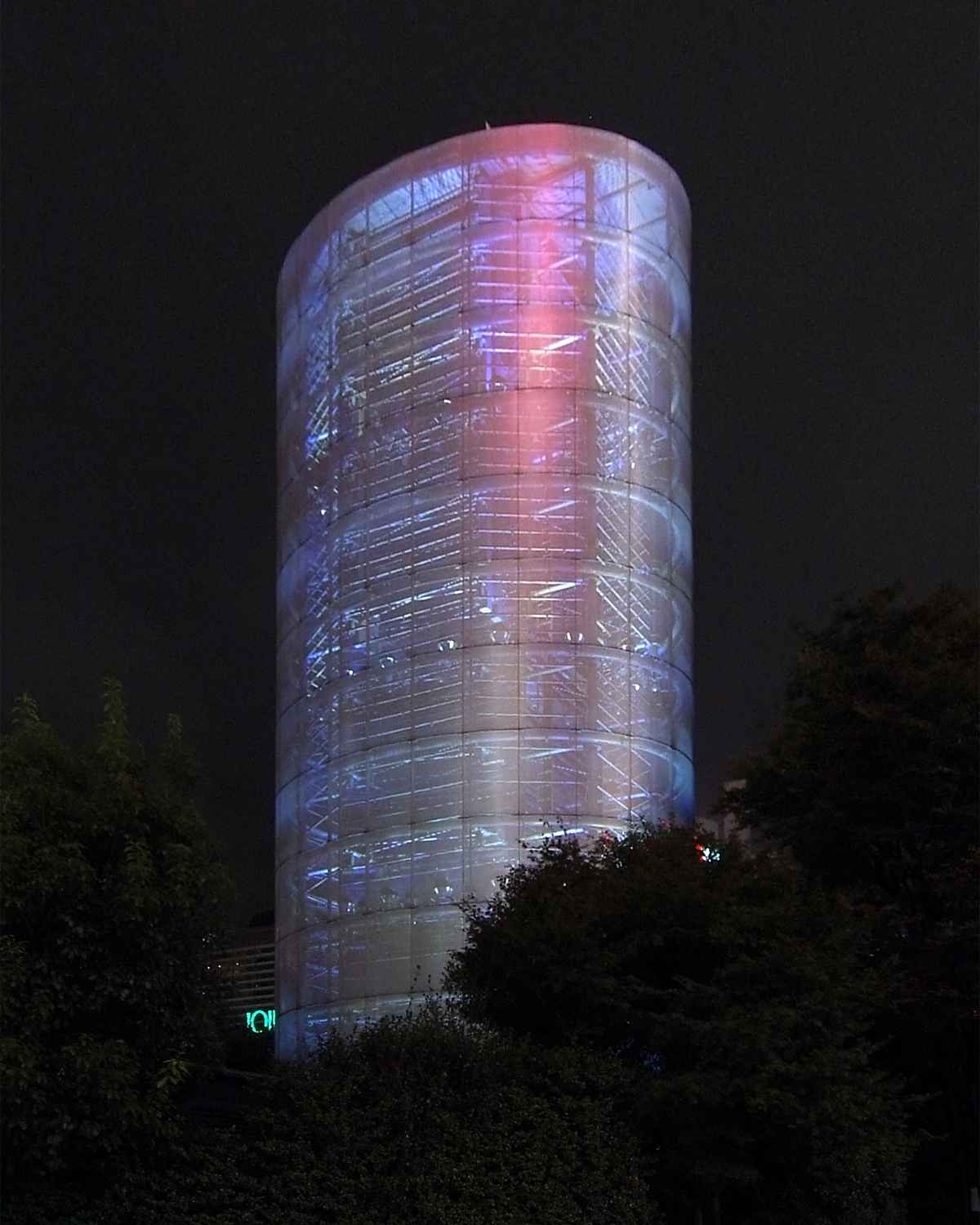
Tower of Winds, Yokohama, 1986 by Toyo Ito; lighting design Toyo Ito, TL Yamigawa Labs, Masami Usuki
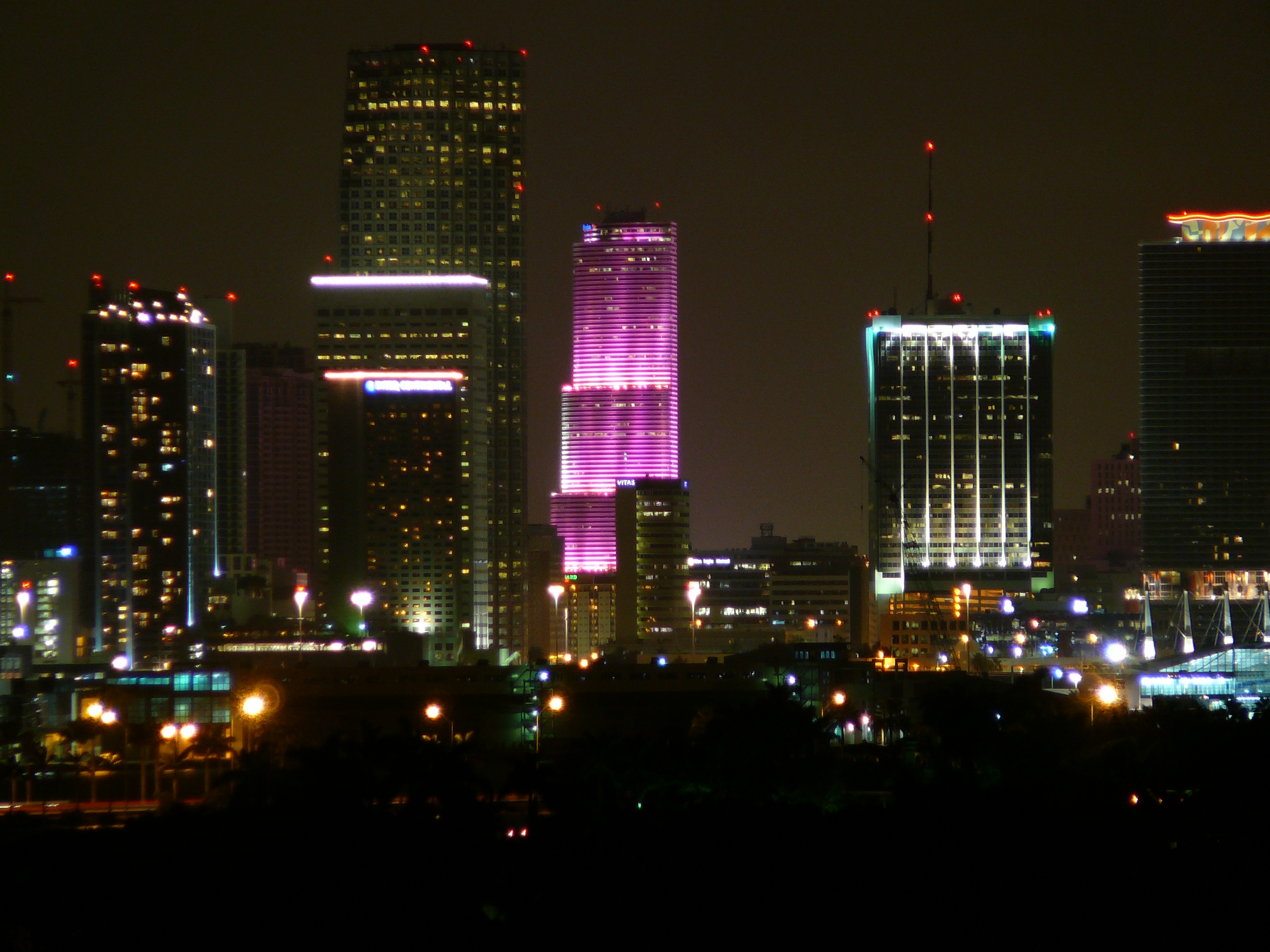
Miami Tower lighted pink for Valentine's Day in 2007, 1987 by I. M. Pei and Harold Fredenburgh, Pei Cobb Reed & Partners; lighting design Douglas Leigh
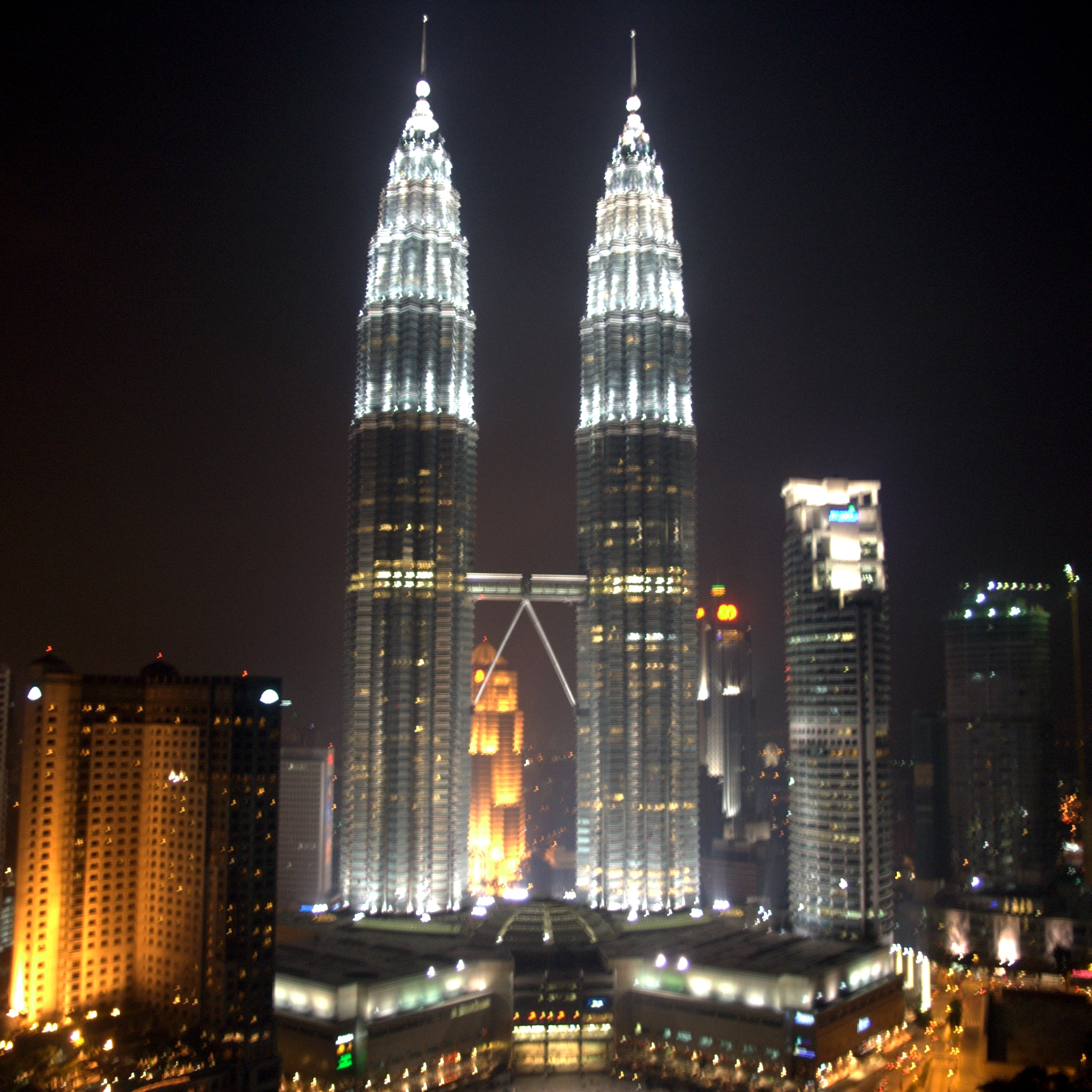
Petronas Towers, Kuala Lumpur, 1996 by Cesar Pelli and Fred Clarke, Cesar Pelli and Associates; lighting design Howard Brandston, Scott Matthews, Chou Lien, Jung Soo Kim
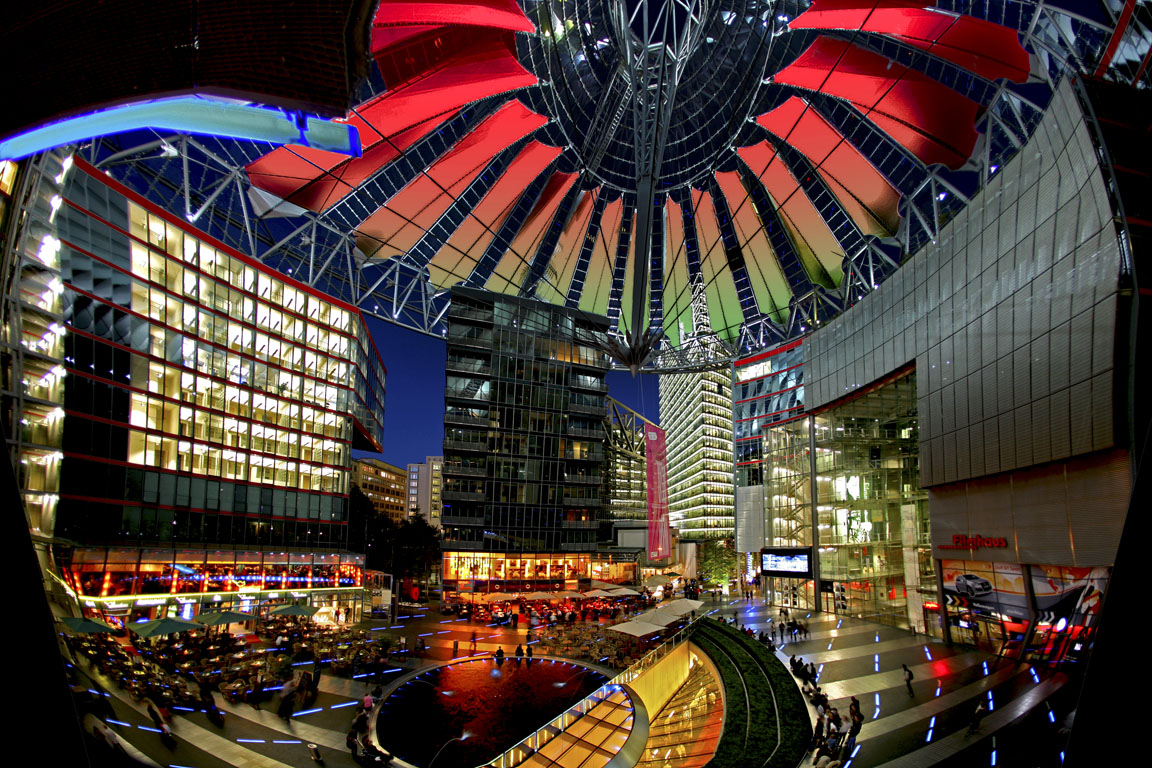
Interior view of Sony Center atrium, Berlin, 2000 by Helmut Jahn, during artificial sunset sequence; lighting design Yann Kersalé
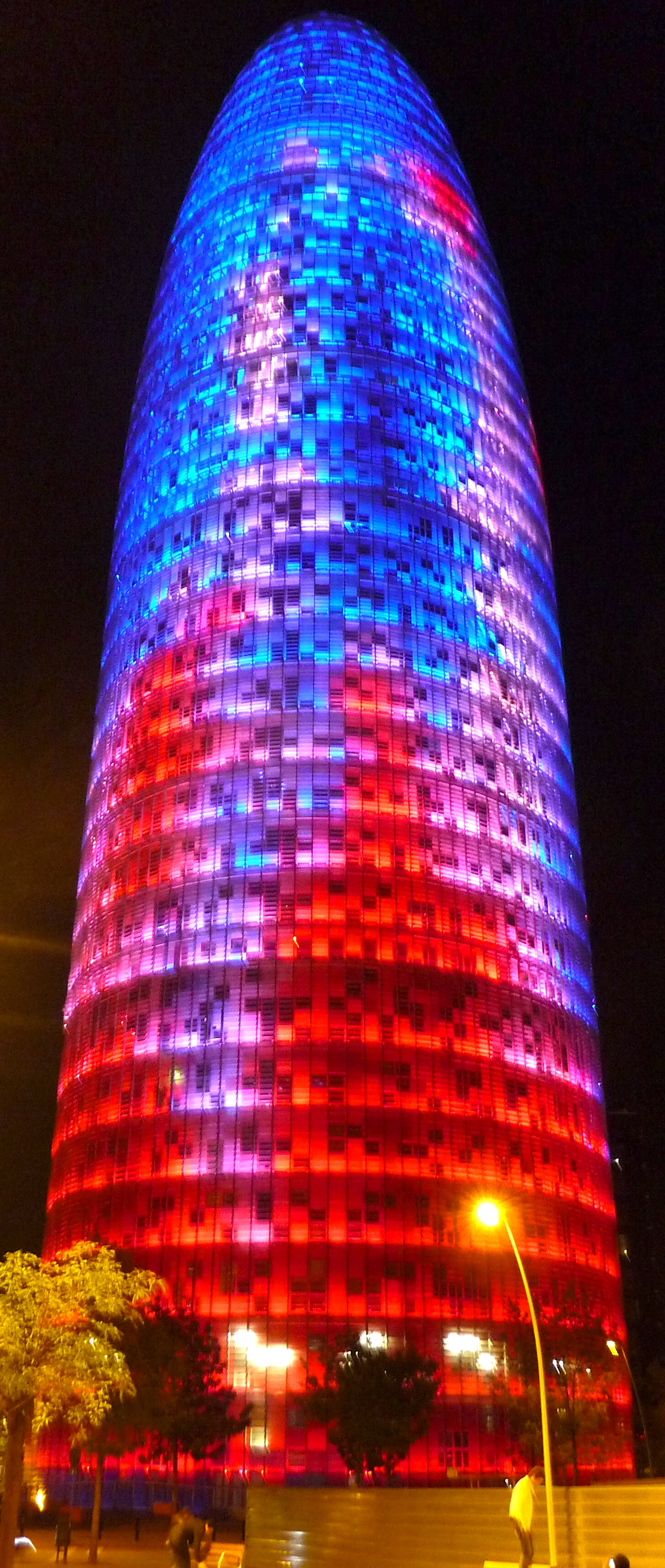
Torre Agbar, Barcelona, 2005 by Jean Nouvel; lighting design Yann Kersalé; photographed in 2011
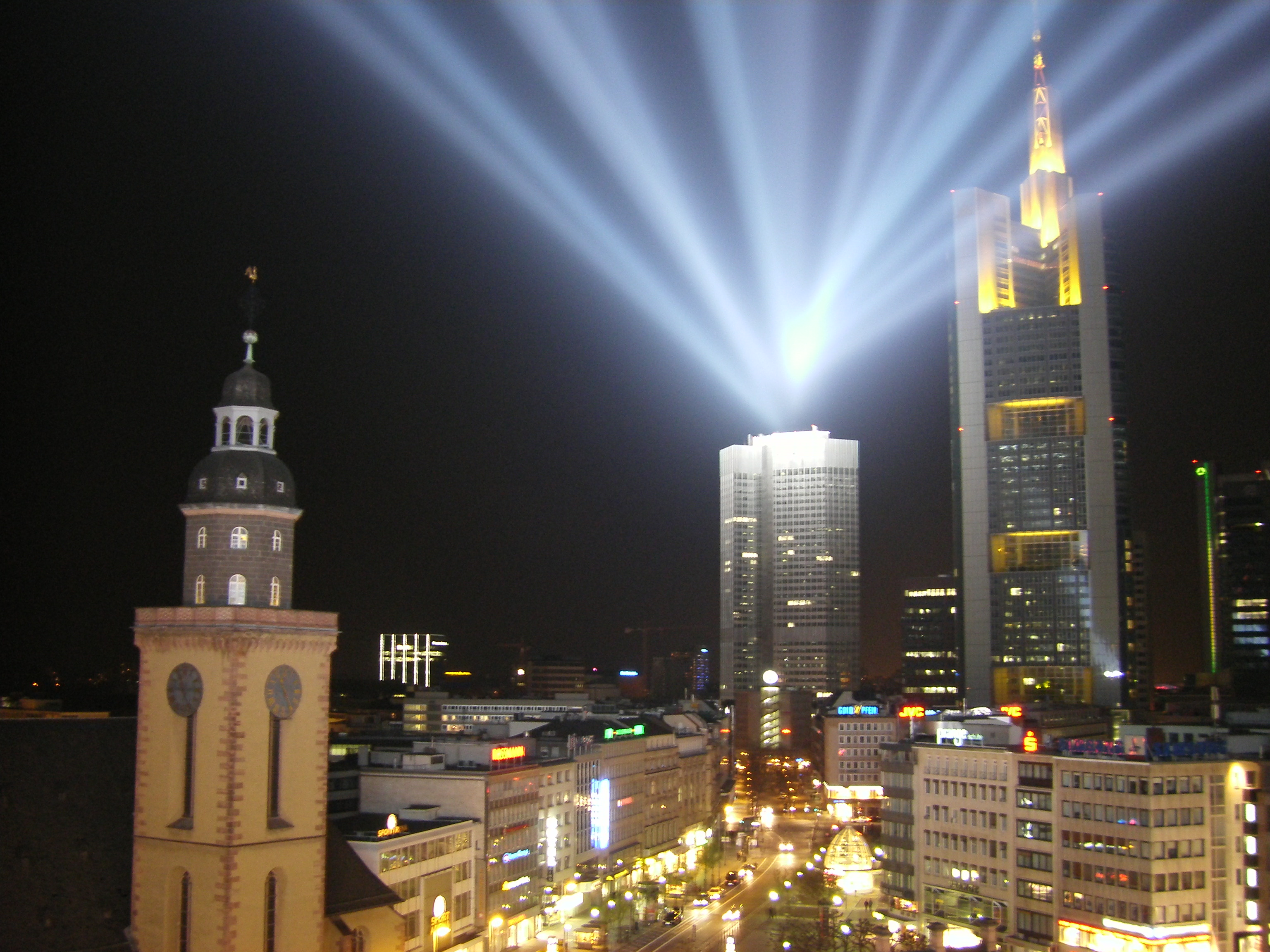
Lighting in central Frankfurt during Light+building tradeshow and Luminale lighting festival, April 2008
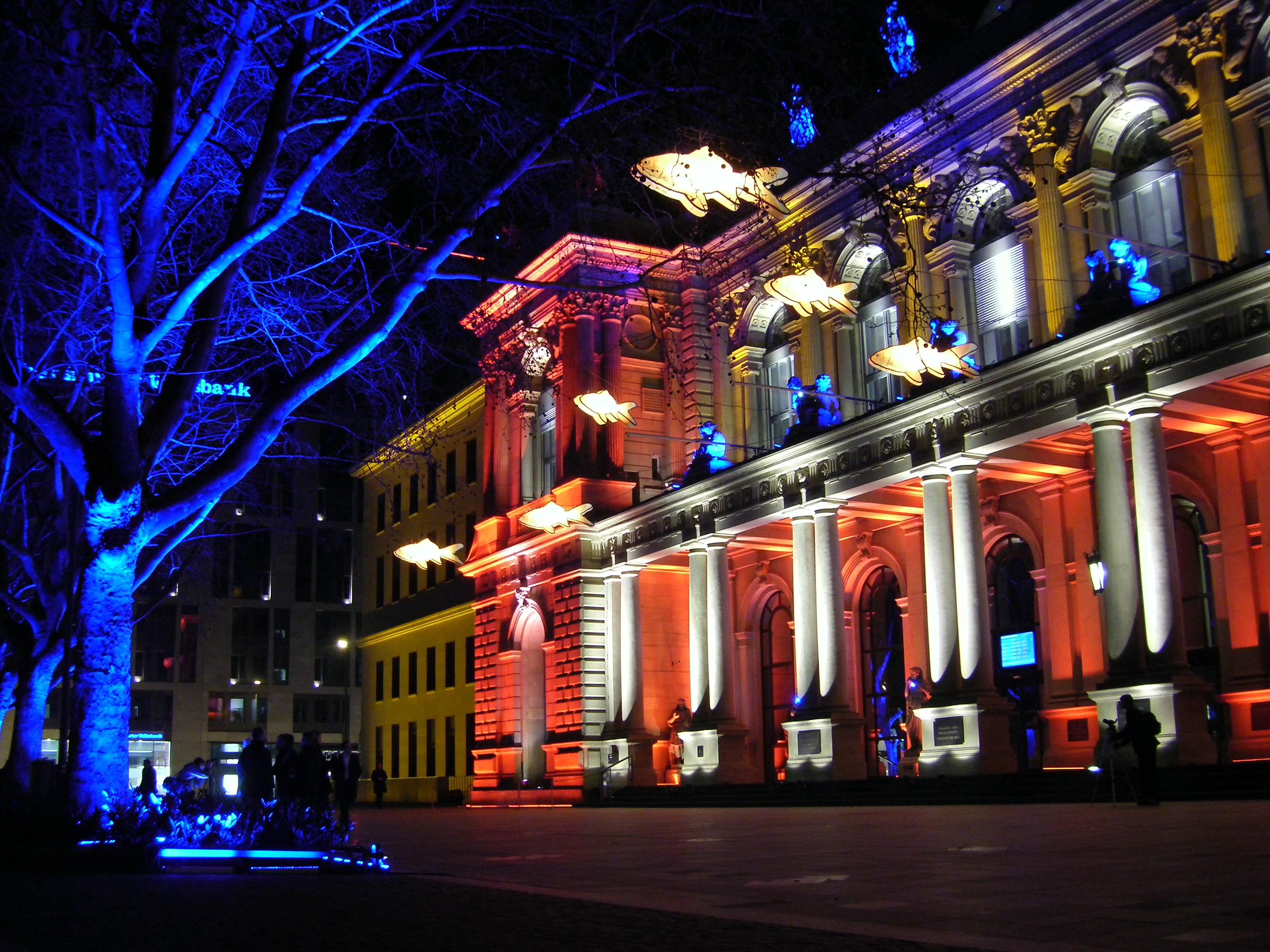
Frankfurt Stock Exchange illuminated for Luminale 2008